# Враца
Вра́ца — місто на північному заході Болгарії, населення 68 тис. чоловік. Розташоване за 112 кілометрів від Софії.
Враца (стара назва Вратца) — найбільше місто на північному заході Болгарії з населенням 20 150 чоловік. Адміністративно-діловий центр Врачанської області та однойменної общини. Воно розташоване приблизно за 112 км на північ від Софії, за 40 км на південний схід від Монтани.
Розташоване біля підніжжя Врачанських балкан, місто знаходиться недалеко від численних печер, водоспадів та цікавих скельних утворень. Найвідомішими серед них є печера Леденика, водоспад Скакля і перевал Вратцата.
У місті зберігається рогозенський скарб, який є найбільшим виявленим фракійським скарбом.
Щороку в місті проходять Ботевські дні, кульмінацією яких є мітинг 1 червня на площі Христо Ботев та національне паломництво на горі Околчиця 2 червня.
Девіз Враца — «Місто балканське — стародавнє і молоде».

## Населення
| Рік  | Населення |
| ---- | --------- |
| 1985 | 74 712    |
| 1992 | 75 518    |
| 2000 | 72 710    |
| 2005 | 64 244    |
| 2010 | 61 011    |

## Географія

### Розташування
Місто Враца розташоване біля підніжжя Врачанської гори. Враца є відправною точкою для ущелини Вратцата і печери Леденика. Місто знаходиться на висоті 370 метрів над рівнем моря. Найпівнічніші житлові та промислові райони міста — на 340 м над рівнем моря, а найпівденніші, уздовж Леви, — на висоті 400 м.
Враца має прекрасну околицю. З півдня — сіро-фіолетові породи Врачанської гори, на півночі, над низькою кам'яною стіною з м'якими і округлими формами, піднімається камінь Мілин, а на схід — низькі вершини Веслеця.

### Клімат
Клімат Враца помірно-континентальний, сформований переважно під впливом океанічних повітряних мас помірних широт. Круті схили Балканських гір послаблюють вплив середземноморських циклонів. Створюються передумови для температурних інверсій, часті тумани і переважаючі північно-західні вітри. Взимку в місті холодно, а влітку спекотно. Найвища середньомісячна температура у липні — 22,2 °C, найнижча у січні (-1,9 °C). Кількість днів зі сніговим покривом — 55. Сніговий покрив зазвичай досягає 80 — 100 см.

### Населення
Враца посідає перше місце за кількістю мешканців Північно-Заходу Болгарії (60 692 осіб за даними перепису 2011 року) і 17-е місце в Болгарії.
Громада Враца розташована у північно-західній Болгарії, у ній налічується 23 населених пункти з загальною чисельністю населення 75 842 жителів у 2009 році.
У 2016 році у місті проживало 53 570 осіб

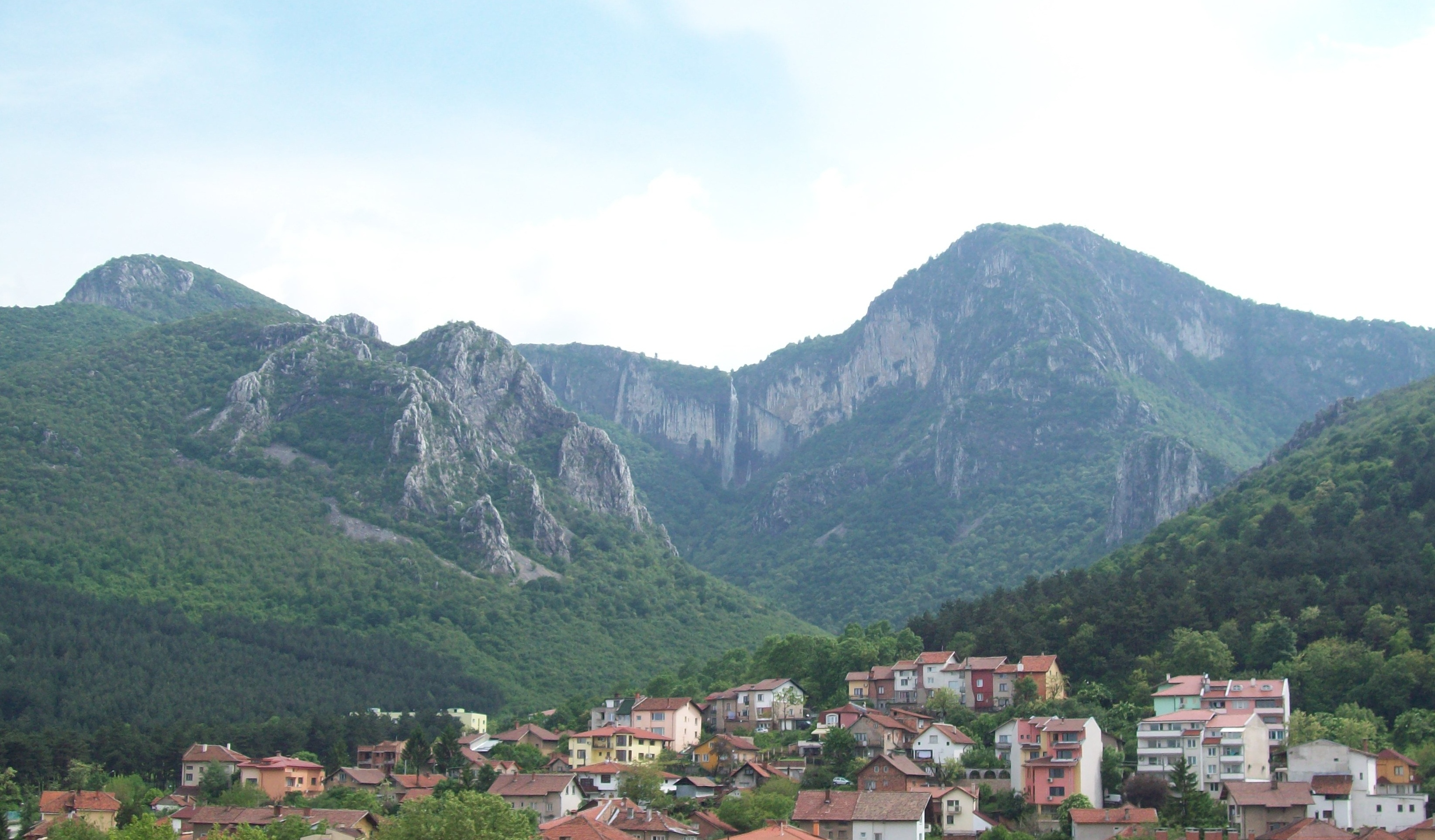
Приміські квартали Враца, з видом на водоспад Скакля

## Історія

### Стародавня історія

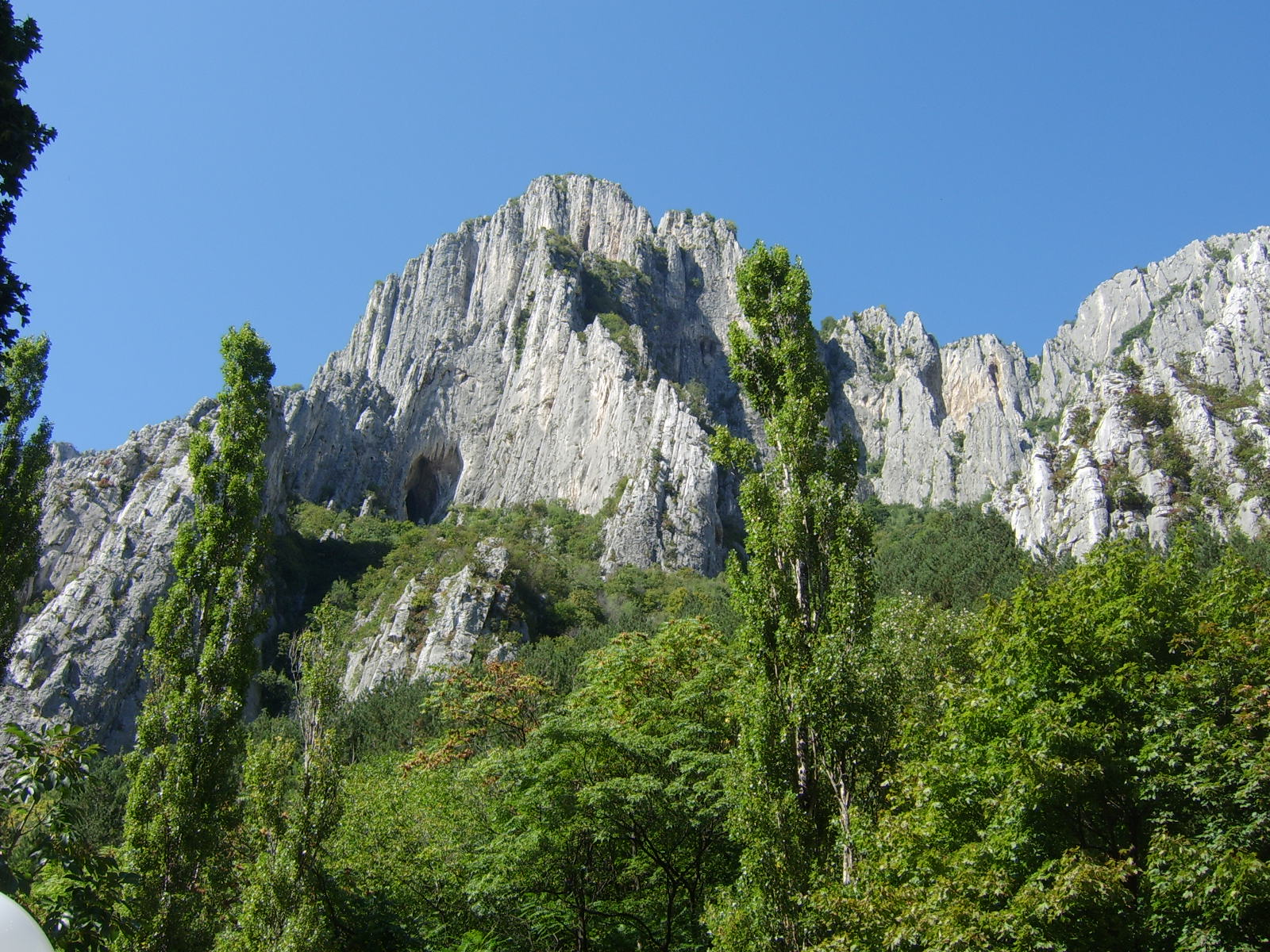
Вратцати

Археологи відкрили в цих місцях сліди людей, датовані 2-м тисячоріччям до н. е. Фракійці захищали ці землі від іллірійських і скіфських племен. Можна припустити, що у фракійських гробницях, виявлених біля Враца, були поховані племінні вождямі, загиблі в захисті своїх земель від нападів Філіпа II, або його сина Олександра Великого. Багатий скарб у гробниці говорить про те, що тут було велике фракійське поселення. Більше того — вважається, що Враца була столицею племен
Коли римляни прийшли сюди, вони захопили гору і мідні копальні. Потім з'явилося римське поселення з профілем карбування монет із бронзи. Щоб захистити цей багатий кінець від завойовників, римляни підняли на горі Врацтаті міцну фортецю над річкою Лева. Припускається, що можливо Прокопій Кесарійський дав назву фортеці «Валве» (Βαλβαί), що латиною означає «подвійні двері».

### Античність

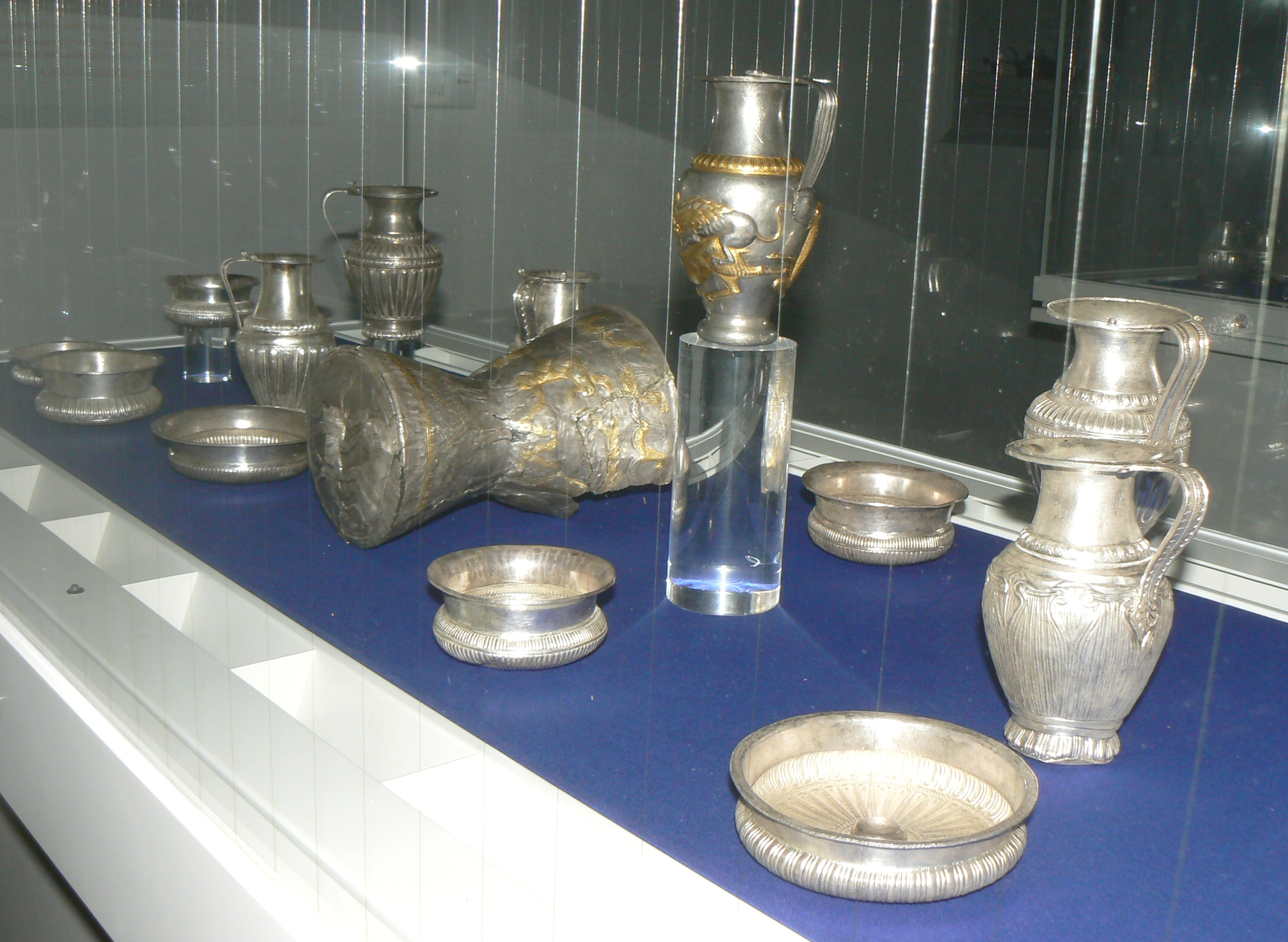
Частина Рогозенського скарбу — найбільшого відкритого фракійського скарбу.

Близько 6000 років тому до н. е. місцеві жителі в основному займалися сільським господарством і тваринництвом. У більш пізній період вони почали займатися керамікою. У селі Градешница знайдена кераміка з написами, які вважаються одними з найдавніших у Європі.
У період близько VI—VII століття до н. е. на території сучасної Враци починають заселяти племена трибалів. У 425 р. до н. е. вони розгромили одрисів, а потім навіть армію Пилипа II. У 335 р. до н. е. вони воювали проти Олександра Македонського і пізніше стали його союзниками.
У VI—IV століттях до н. е. в околицях Враци існував великий культурний, економічний і політичний центр Сальдоцела, але в III столітті до нашої ери трибали зазнали серйозних поразок від кельтів, а потім у 179 і 168 рр. до н. були розбиті германським племенем бастарнів. У 29 році до н. е. деякі з місцевих фракійських правителів стали союзниками римлян. Це послаблює опір трибалів проти римських загарбників. Незабаром після цього Марк Ліциній Красс їх подолав, але наступаюча зима змусила його повернутися до своєї бази в провінції Македонія.
Початок римської експансії на цих землях почався в 28 р. до н. е. Протягом майже 400 років Враца є частиною Римської імперії.

### Середньовіччя
У середні століття місто було названо Вратицею. Це ранослов'янська форма слова «двері», «двірчата». Ця назва є виразом самої території, яка являє собою вузький гірський перевал, схожий на двері. Поселення має велике значення під час Другої Болгарської держави. Розширює свою територію і стає ремісничим центром з розвиненими товарно-грошовими відносинами.
Згідно з легендами, під час османського вторгнення, використовуючи природні можливості району і міцні стіни фортеці, Радан Войвода тривалий час успішно захищався. В роки османського панування Враца є гарнізоном і дорожнім поселенням, неодноразово спустошеним і відновленим. Вперше його захопив волоський правитель Міхай Вітязь у 1596 році, а пізніше (на початку XIX століття), під час Османа Пазвантоглу, місто стало ареною битви між відинським феодалом і військами султана.
У османському податковому реєстрі 1553 р. (зберігався в східному відділі Національної бібліотеки "Св. Кирил і Методій "- Софія) місто згадується під назвою Увраджа

### Відродження

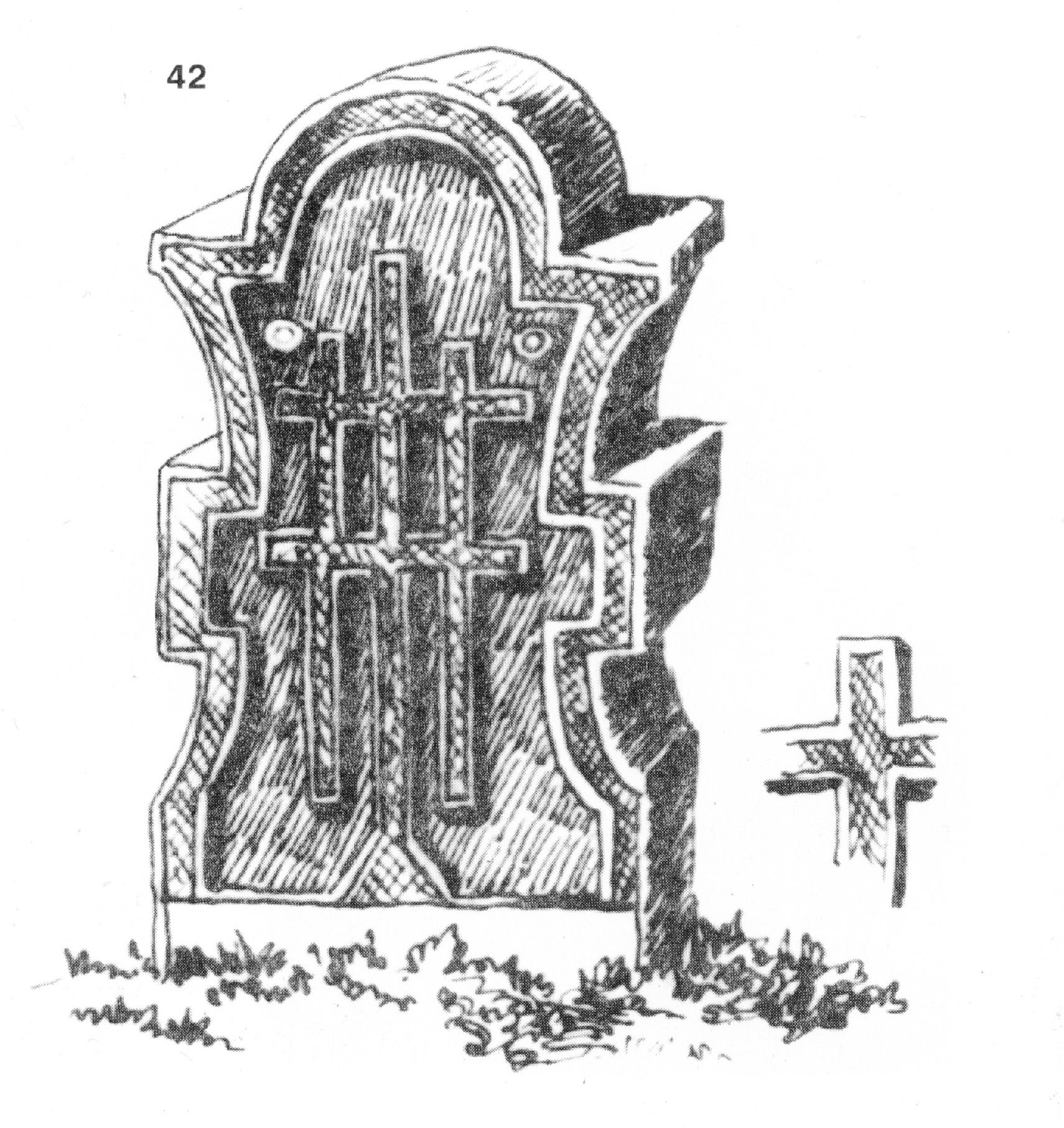
Надгробна плита на кладовищі у Враці. Створено в 1889 р. Нарисовано Іваном Енчевим — Відю в 1917 році

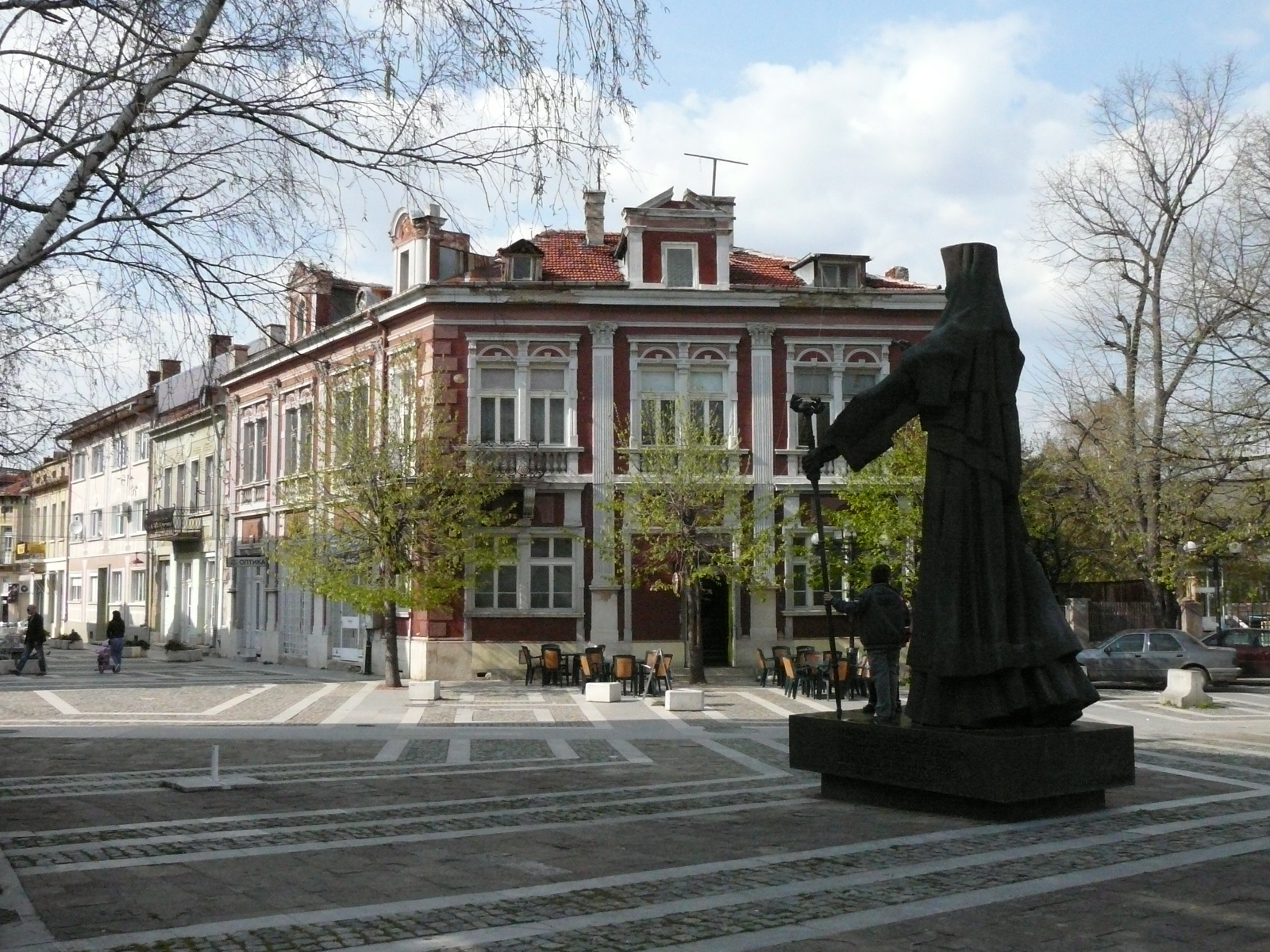
Вулиця Торговська з пам'ятником Софронію Врачанському

Наприкінці XVIII ст. І особливо в XIX ст. Враца стала великим ремісничим, торговим і адміністративним центром. Його продукція досягає Ліона, Відня, Бухареста і Константинополя. До середини 19 століття місто налічувало 2500 будинків.
Все це також впливає на духовне життя міста. Будуються храми, школи, красиві будинки. Тут працював Софроній Врачанський.
Враца також є центром третього революційного округу під час Квітневого повстання на чолі запостолом Стояном Заімовим. Однак повстання в цьому окрузі не спалахнуло через велику кількість османських військ, зосереджених у регіоні напередодні війни з Сербією та через боягузтво місцевих комітетів.

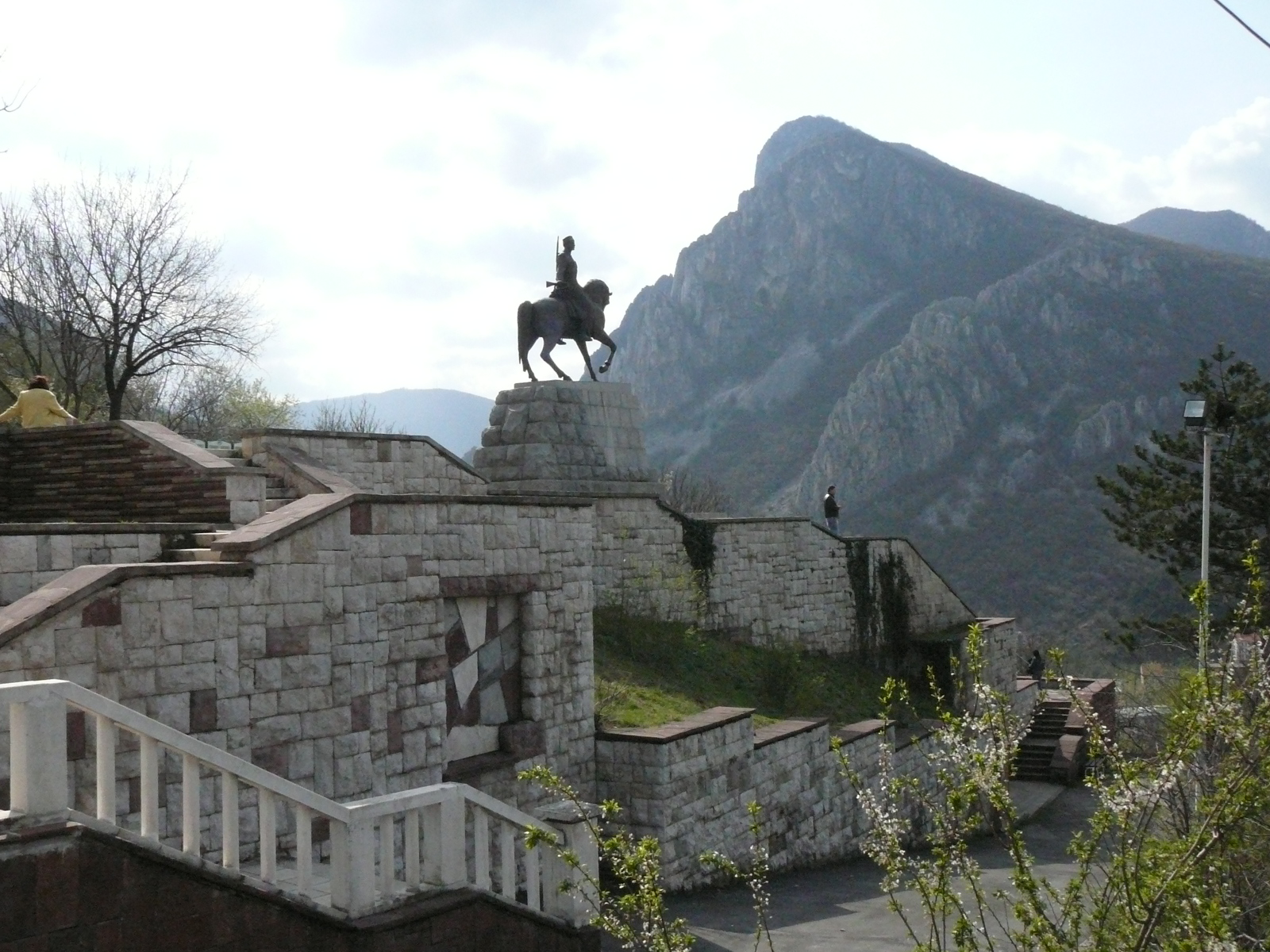
Враца

Місто було звільнено від турецького правління 9 листопада 1877 року. Враца — перше вільне місто на північному заході Болгарії.

### Після звільнення
Після звільнення болгарських земель від османського панування в 1878 році місто Враца увійшло до складу новоствореного Болгарського князівства. У 1896 році була створена експериментальна станція шовківництва — найстаріша науково — дослідна установа в Болгарії в галузі сільського господарства.
Врачанин Мито Орозов, заснував у 1883 році виробничу компанію транспортних засобів — двоколісних візків, кабріолетів, вагонів, комерційних автомобілів і санок. Незабаром продукція Мито Орозова широко поширилася не тільки в Болгарії, але і на Балканському півострові
На початку 20-го століття місто було відоме своєю багаторічною підтримкою Прогресивної ліберальної партії.
30 вересня 1923 року, після пожежі на військовому складі, знищено більшу частину міста. За деякими даними, спалені 500 будинків, більша частина фонтанів зруйнована. 1 жовтня 1923 року було оголошено один місяць жалоби.
Враца постраждала від бомбардування під час Другої світової війни.

Враца після нальоту
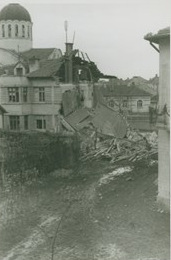
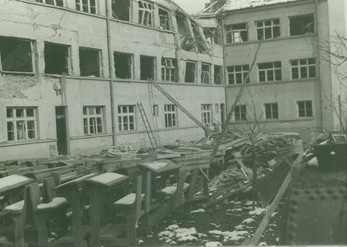
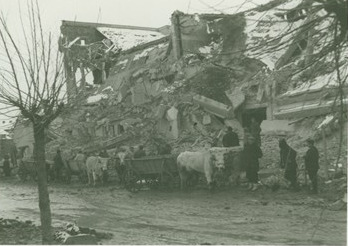

### Після 1944
У 1966 р. Враца постраждала від повені. Під час першотравневого свята праці прориває греблю хвостосховища «Мир». Внаслідок 450 000 м³ води, бруду, каменів, отруйних важких металів і ціанідів заливають квартали міста. Офіційно близько 107 людей загинули.

### Враца після 1990 року
У 2003 році завод з виробництва добрив «Хімко» остаточні припиняє свою діяльність, і велика частина забруднюючих речовин не продукується, що значно покращує екологічну обстановку в місті. У цьому новому середовищі розвиток Враци як туристичного місця стає одним з головних пріоритетів м. Враца.

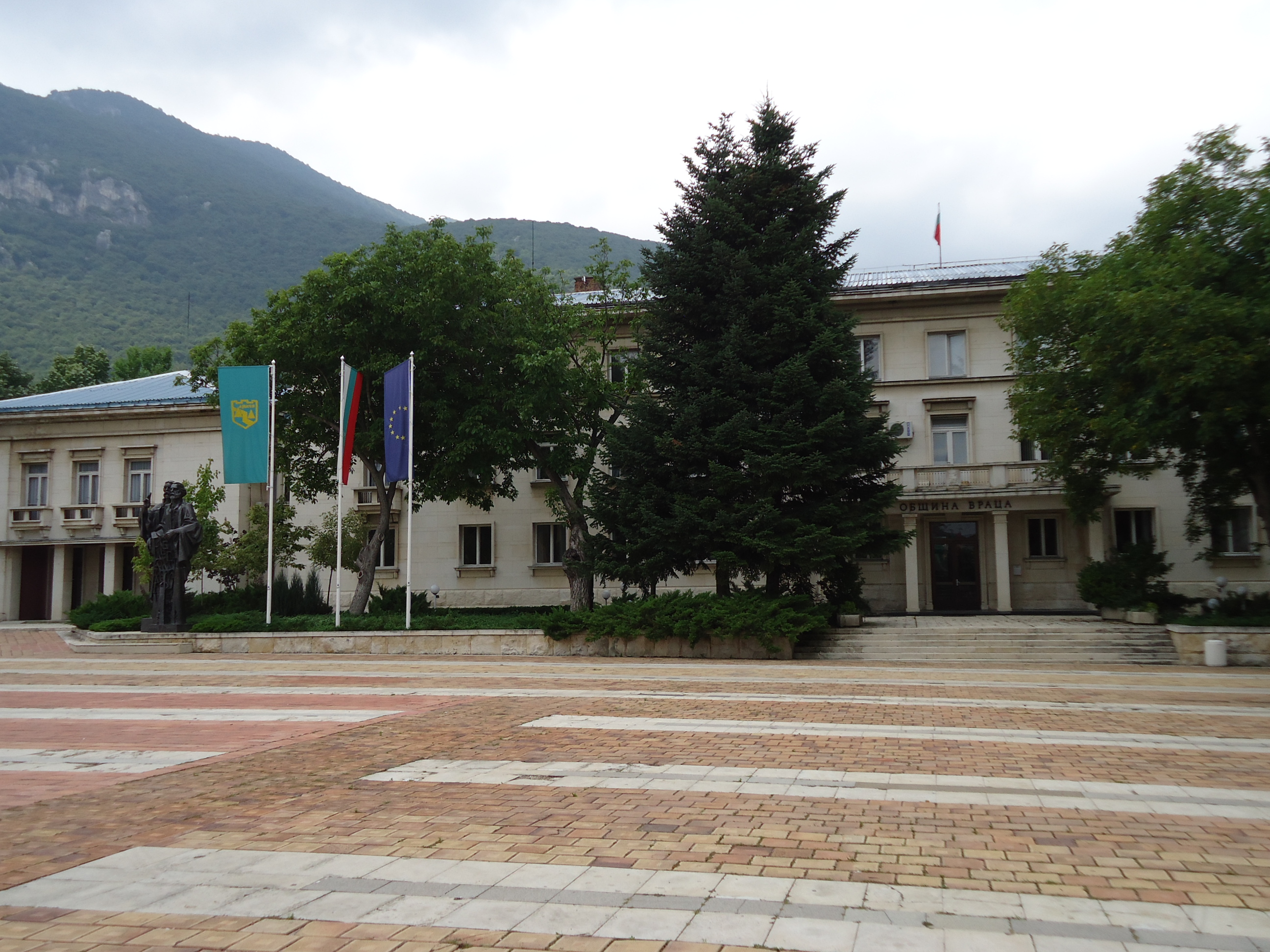
М. Враца

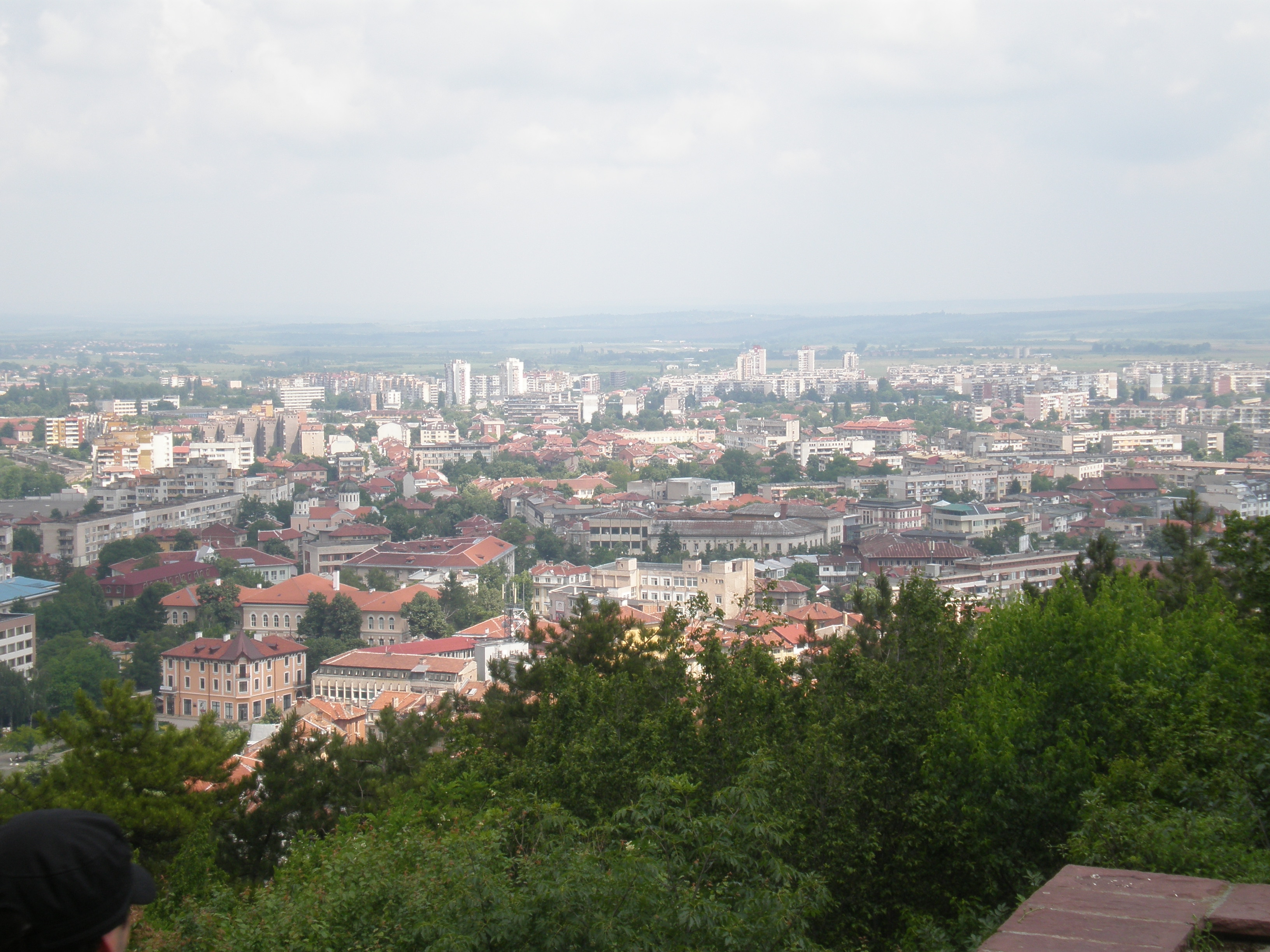
Вид з хижі Веститель

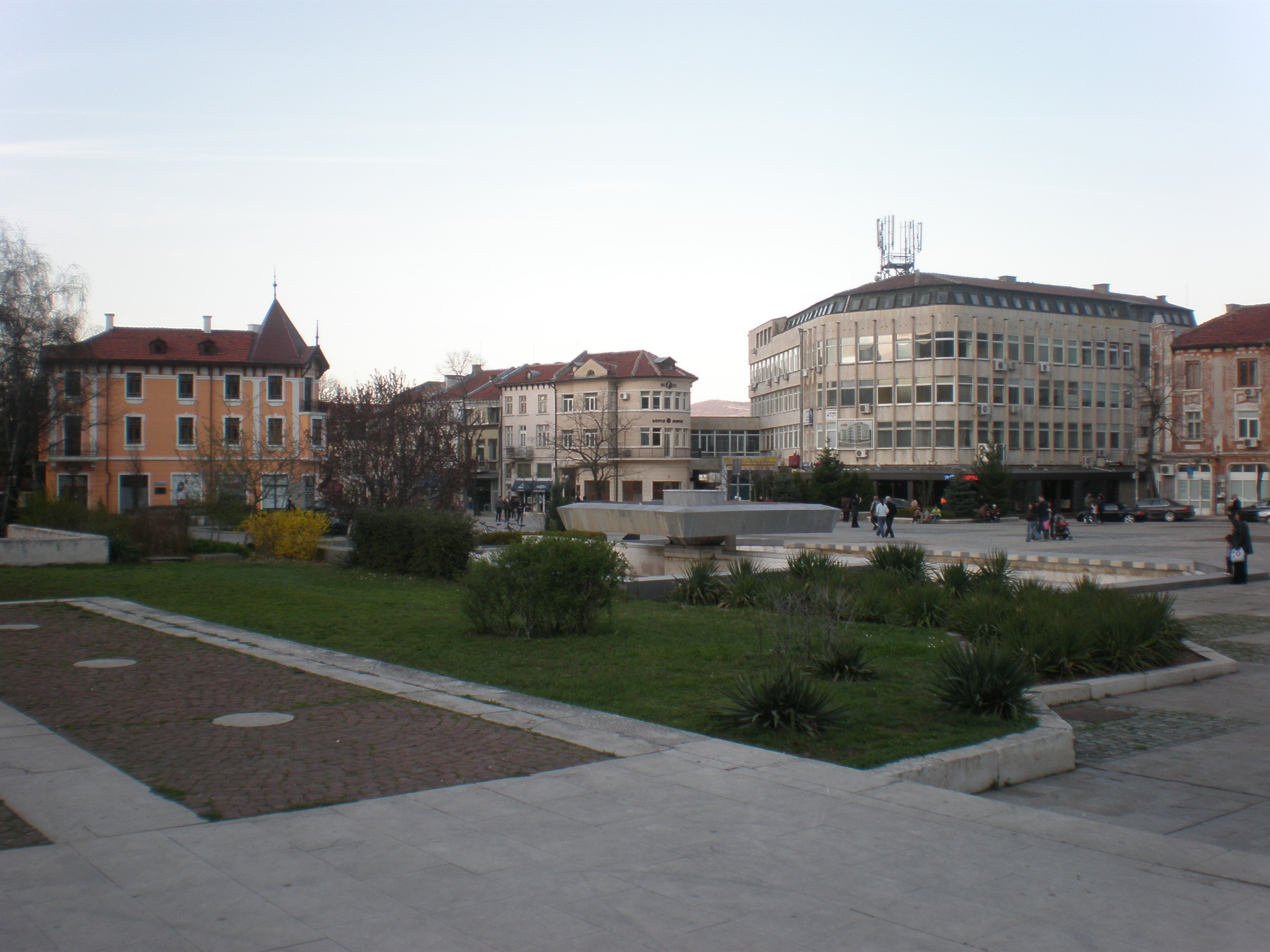
Вид на пл."Христо Ботев", Враца

## Економіка

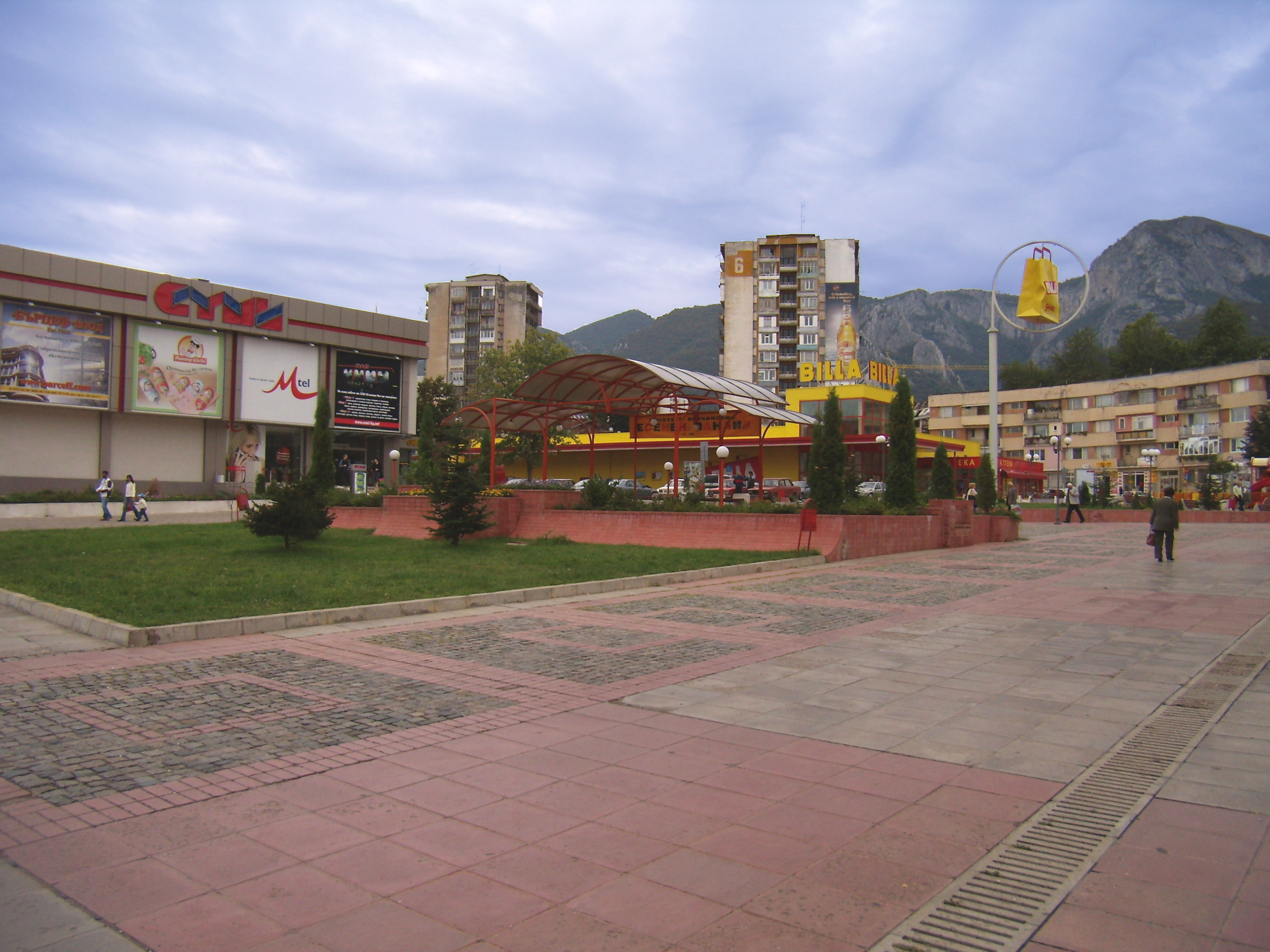
Площа «Македонія»

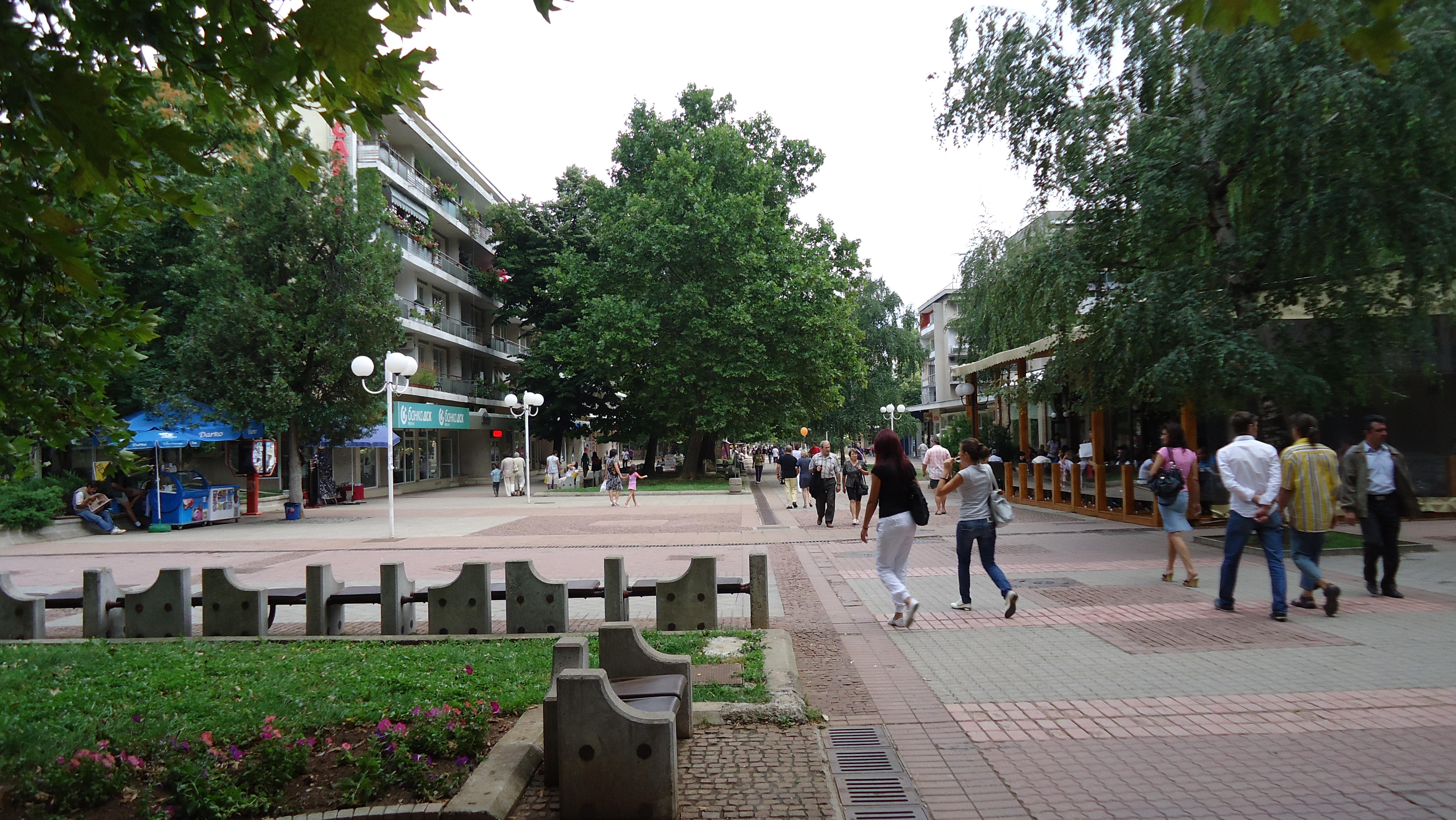
Вид центру Враци

### Промисловість
У Враці розвинені багато галузей промисловості: текстиль (бавовняні тканини та виробництво шовку), переробка продуктів харчування (хлібобулочні, кондитерські, м'ясопереробні, переробка молока, виробництво безалкогольних напоїв тощо). Виготовлення будівельних матеріалів, цементу, клінкеру, видобуток кам'яних матеріалів, вапняку. Виготовлення меблів, машинобудування, металообробка та інші.

### Торгівля
У Враці є багато різних торгових точок, у тому числі і великих торгових центрів, гіпермаркетів і салонів.

### Інші галузі промисловості
Будівельна галузь дає все більші доходи. За перші шість місяців 2007 року у Враці видано 144 дозволи на будівництво. Ціни на нерухомість в середньому високі.
Мережа централізованого теплопостачання добре розвинена, а телекомунікації також в хорошому стані. Рівень безробіття у м. Враца станом на серпень 2007 року становить 6,5 % (нижче середнього по країні).

### Транспорт

#### Автомобільний
Місто Враца — перехрестя двох (коридорів 4 і 7) загальноєвропейських транспортних коридорів. Його географічне положення стає ще більш важливим після того, як Дунайський міст 2 був побудований у місті Видин. У зв'язку з цим уряд за допомогою різних програм здійснив і запланував масштабні інвестиції в автомобільну та залізничну інфраструктуру регіону. У 2005 році було відкрито відремонтовану 8-кілометрову ділянку від північної кільцевої дороги Враца.
У 2006 році почалася капітальна реконструкція чотирьохсмугової ділянки дороги від Враца до Мездри. Дорога Враца-Ботевград передбачає модернізацію на чотирисмуговій дорозі з технічними параметрами швидкісної дороги. Від Враца до Оряхово є також добре побудована дорожня інфраструктура.

#### Залізниця
Через Врацу проходить головна 7 залізнична лінія (Софія-Відін), яка електрифікована і подвоєна на схід після станції Враца. У місті є добре диференційований пасажирський та вантажний вокзал. До регулярних залізничних ліній входять декілька швидких Софія-Видин-Лом (транзит через Мездра-південь до Софії) та інші пасажирські та приміські пасажирські поїзди. Залізнична інфраструктура також передбачає великі інвестиції.

#### Громадський транспорт
Враца пов'язана з іншими населеними пунктами країни автобусним і залізничним транспортом. Є регулярні автобусні лінії до Софії, Плевена, Видина, Мездри, Монтани, Оряхово та інші. Автобусна станція Враца розташована між будівлею Національного управління доходів та Центральним залізничним вокзалом міста Враца.

### ЗМІ
Телеканали
- Телебачення Враца [Архівовано 10 лютого 2019 у Wayback Machine.] — політематичний канал
- Rimex TV [Архівовано 5 жовтня 2018 у Wayback Machine.] — політематичний канал
- VTV — політематичний канал
- Північно-західна музика — музичний канал

Газети
- Конкурент [Архівовано 24 лютого 2019 у Wayback Machine.] — щоденна газета
- Zov News [Архівовано 25 лютого 2019 у Wayback Machine.] — щоденна газета
- Шанс — щоденна газета
- Зов істини [Архівовано 14 червня 2021 у Wayback Machine.] — щотижнева газета
- Газета «Враца сьогодні» — щотижнева газета

Радіостанції
- Радіо Враца — 87,9 FM
- Радіо срібло [Архівовано 29 липня 2020 у Wayback Machine.] — 88,9 FM
- Радіо Hot FM — 93,9 FM
- Дарик Радіо Враца — 107,3 FM

Інтернет-ЗМІ
- Враца On-Line [Архівовано 10 квітня 2008 у Wayback Machine.] — інтернет-портал
- Враца Плюс [Архівовано 25 лютого 2019 у Wayback Machine.] — інформаційне агентство
- Враца Гід [Архівовано 25 червня 2017 у Wayback Machine.] — всі події у Враці та області
- Трибали — онлайн радіо
- Сучасна Враца [Архівовано 16 квітня 2022 у Wayback Machine.] — Інтернет-телебачення

## Релігія

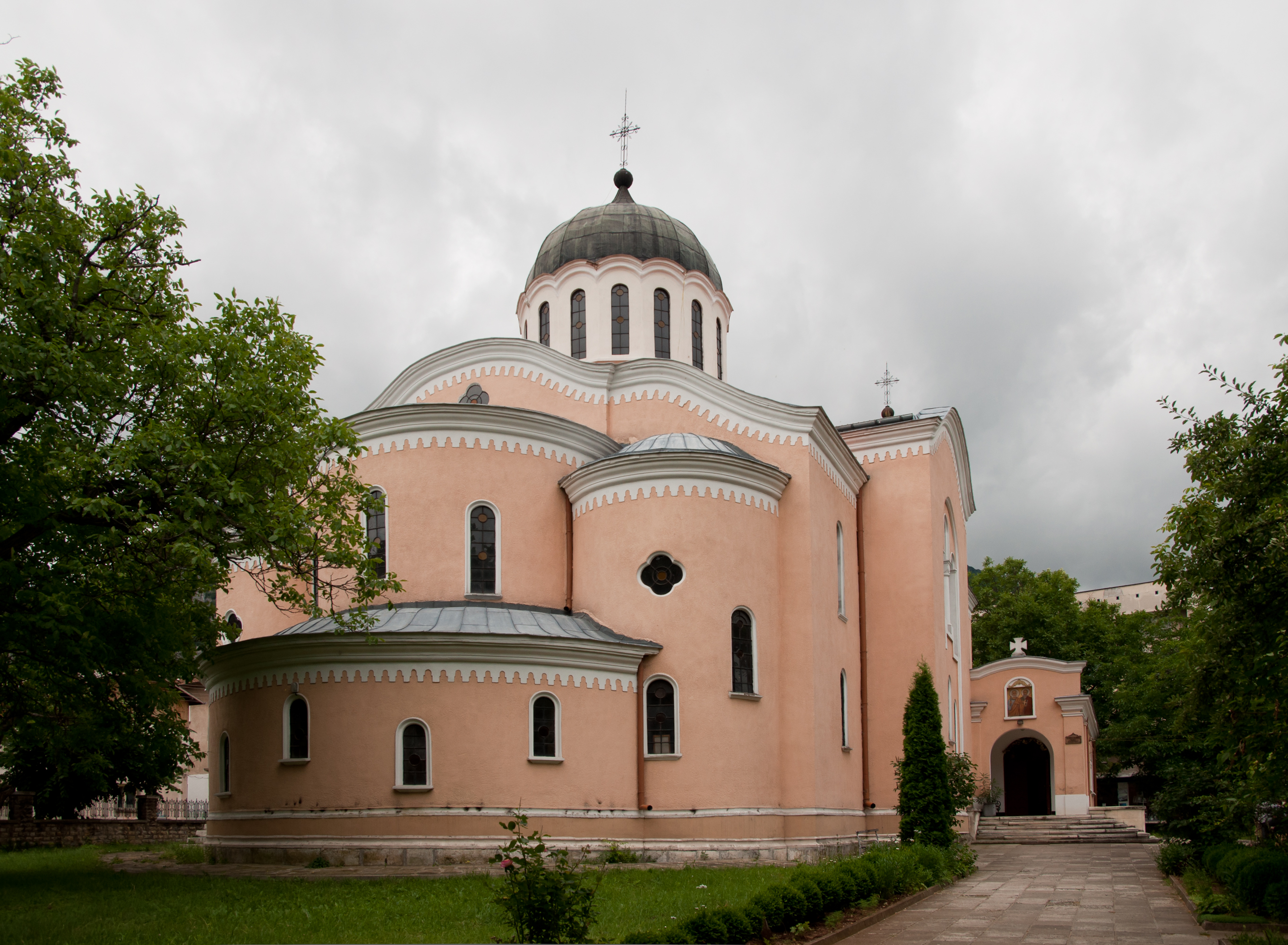
Соборний храм «Святих Апостолів»

- Митрополитська церква Миколи Чудотворця — побудована в 1867 році
- Вознесіння Господнє і Святого Софронія Врачанського — побудований у 1848 р.
- Церква «Св. Константин і Олена»(«Святих Царів») — побудована в 1870 році
- Собор Святих Апостолів — побудований в 1898 році
- Монастир Бистрецький
- Храм Св. Мини — побудований в 2013 році
- Церква Святої Трійці — Згориград, Враца
- Монастир Святого Миколая — заснований у 17 столітті
- Мечеть Ескі — з кінця 18-го і початку XIX століття, оголошена пам'яткою архітектури і мистецтва.

## Охорона здоров'я
Охорона здоров'я у Враці, як муніципальному та обласному центрі, добре представлена різними медичними закладами, такими як лікарня «Христо Ботев», яка є найбільшою медичною установою на північному заході Болгарії. Вона був відкрита в 1888 році в приватному будинку, потім була перейменована в Первинну районну лікарню «Христо Ботев» Зараз має 642 осіб персоналу.
- Обласний диспансер для пневмо-фтизіатричних захворювань зі стаціонаром
- Міжгалузевий диспансер онкологічних захворювань з стаціонаром
- Обласний диспансер для шкірно-венеричних хвороб
- Районний диспансер для психічних захворювань
- Спеціалізована офтальмологічна лікарня для активного лікування
- Центр медичної реабілітації та спортивної медицини
- Перша приватна спеціалізована лікарня для активного лікування в ортопедії та травматології [Архівовано 17 лютого 2019 у Wayback Machine.]
- Медичний центр Святої Анни
- Медичний центр Саніта
- Діагностичний і консультативний центр — 1
- Діагностично-консультаційний центр — 2
- Стоматологічний центр

У місті працює більше 30 аптек.

## Освіта

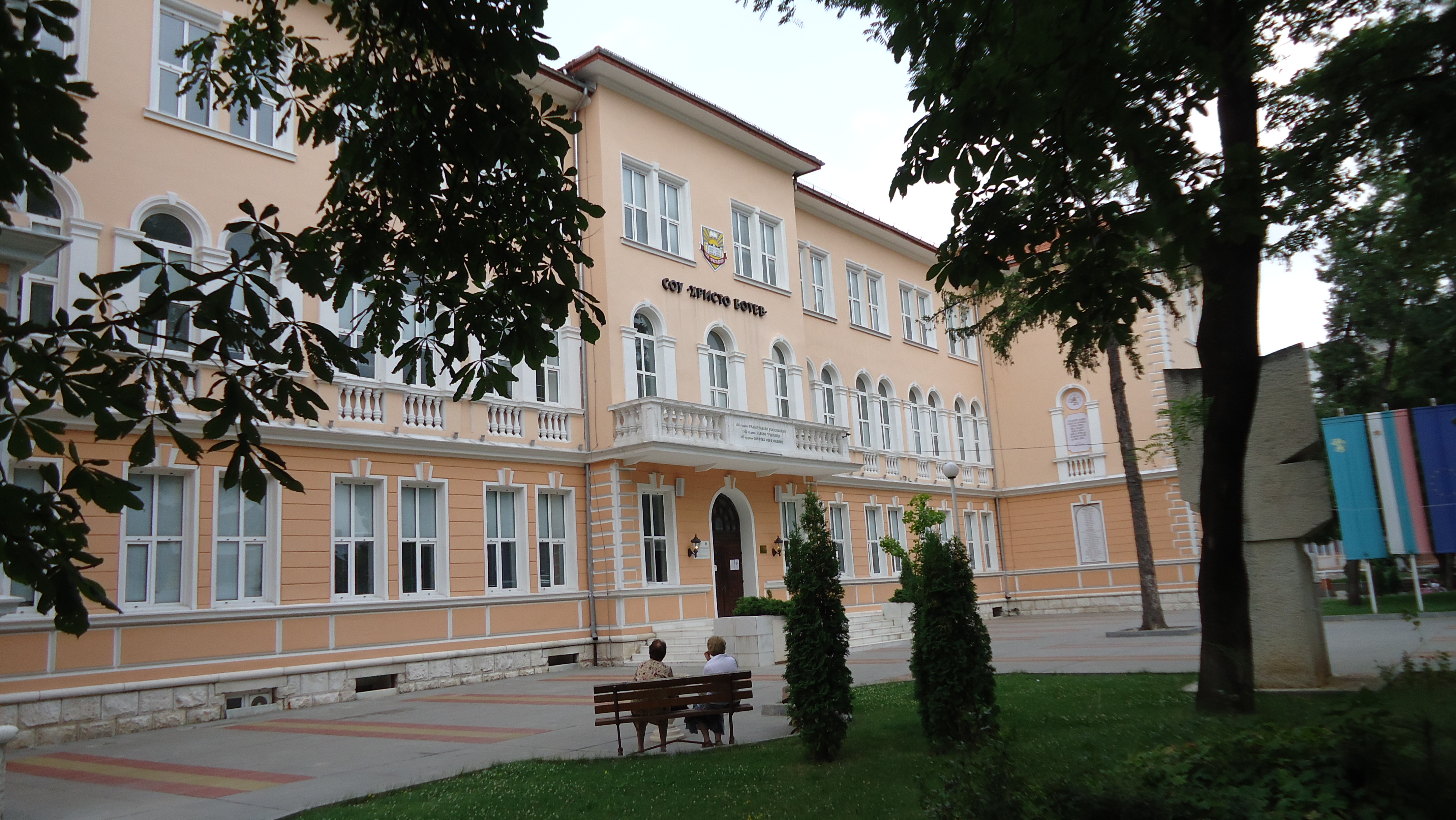
Софійський університет «Христо Ботев» — найстарша школа у Враці, заснована 1822

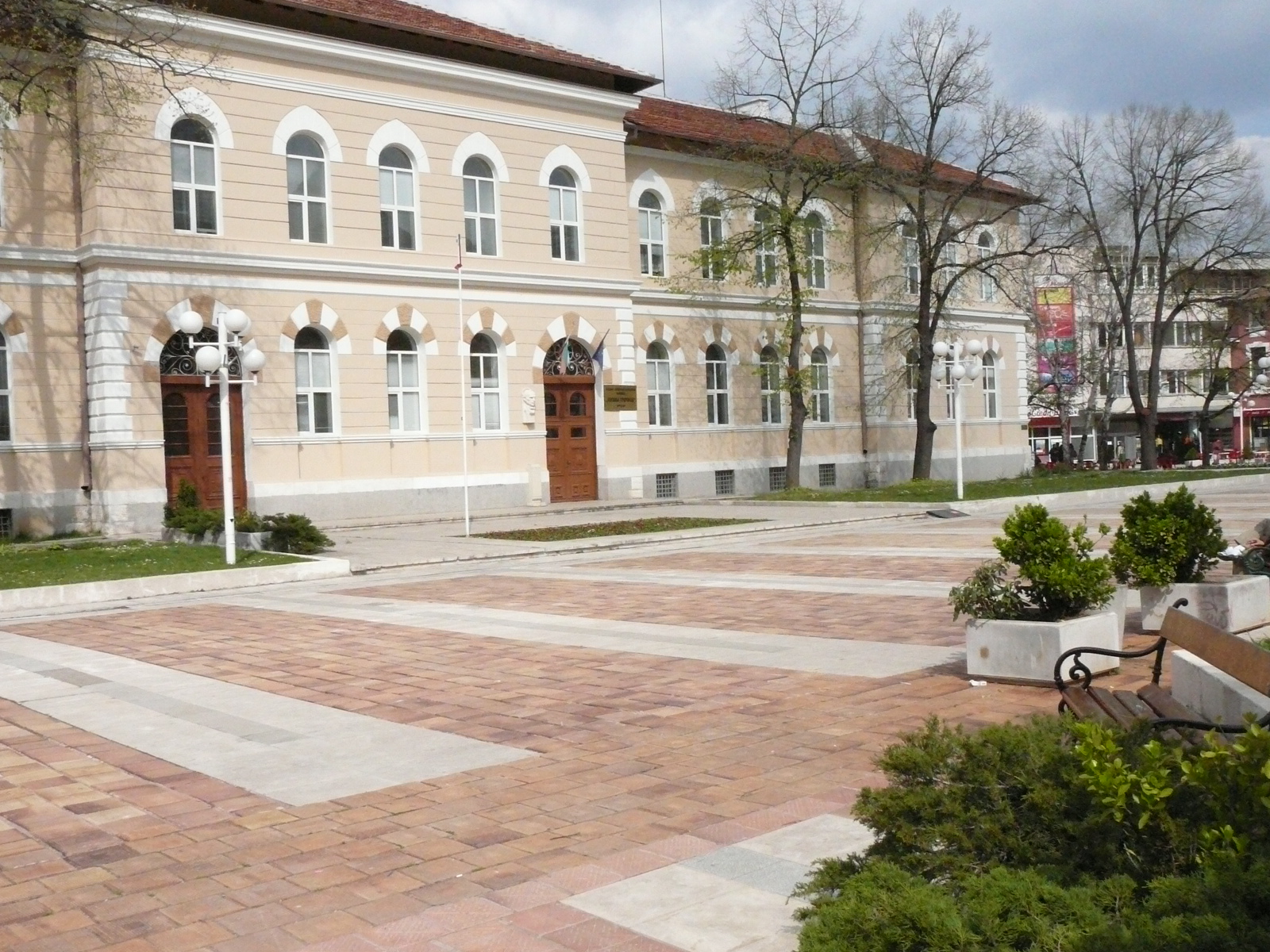
Софійський університет «Козьма Трічков» — одна з найстаріших шкіл Враци.

### Вищі навчальні заклади
- Софійський медичний університет — філія Враца
- ВТУ «Св. Кирила і Мефодія» — філія Враца

### Школи
- Професійний технічна гімназія ім. Ніколи Вапцарова
- Математична гімназія ім. Івана Ценова
- Професійна гімнзія торгівлі та ресторанів
- Мовна школа «Іоан Екзарх»
- СШ «Василь Канчов»
- СШ «Христо Ботев» — Враца
- СШ «Козьма Тричков»
- СШ «Нікола Войводов»
- СШ «Отець Паїсій»
- Професійна гімназія «Димитракі Хаджитошев»
- Спортивна школа «Св. Климент Охридський»
- Початкова школа «Василь Левський»
- Початкова школа «Св. Кирила і Мефодія»
- «Св. Софроній Врачанський»
- «Іванчо Младенов»
- «Іван Вазов»

### Дитячі садки
У місті є 3 ясел та 17 дитячих садків.

## Культурно-історичні пам'ятки

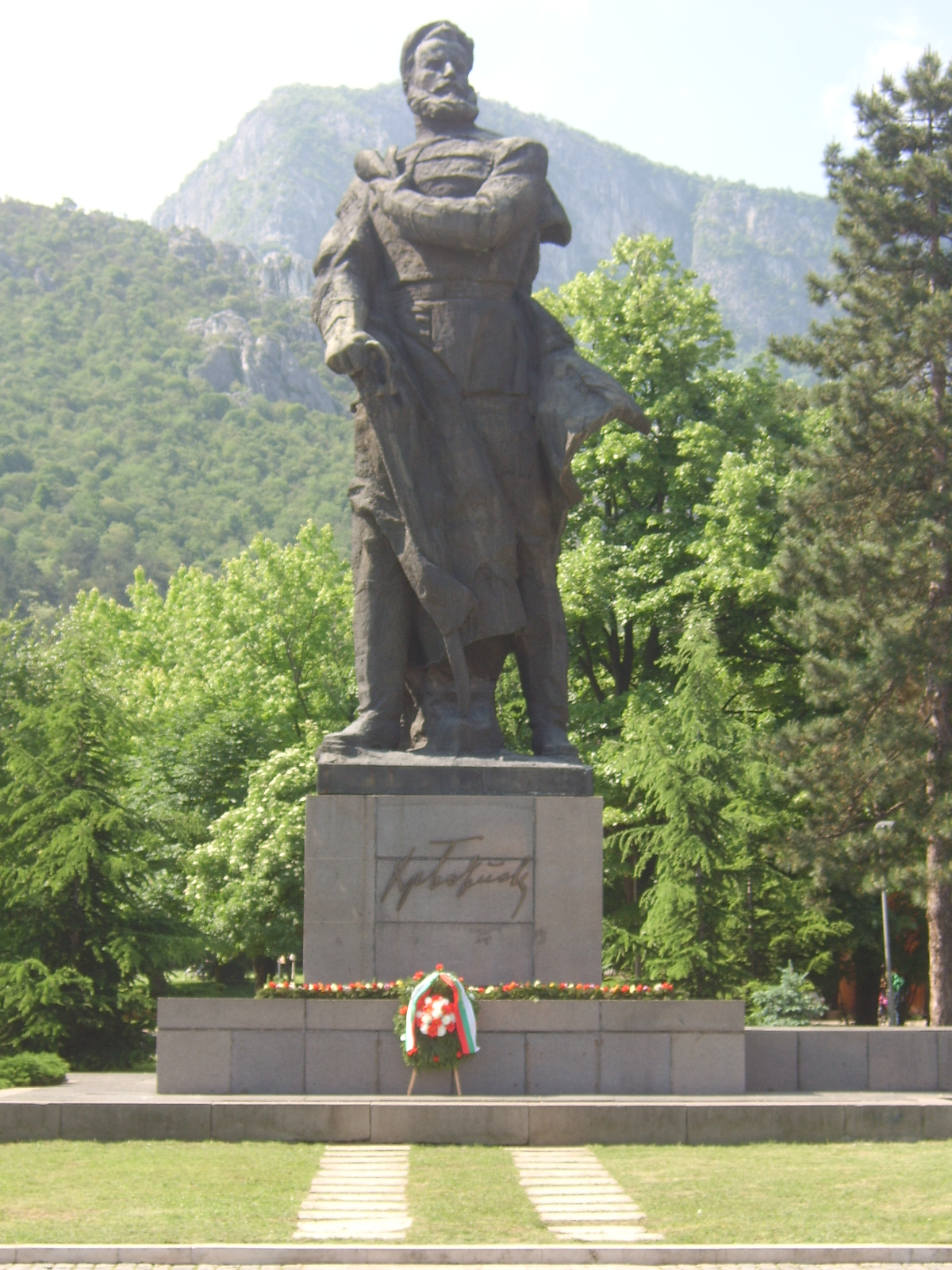
Пам'ятник національному герою Христу Ботеву

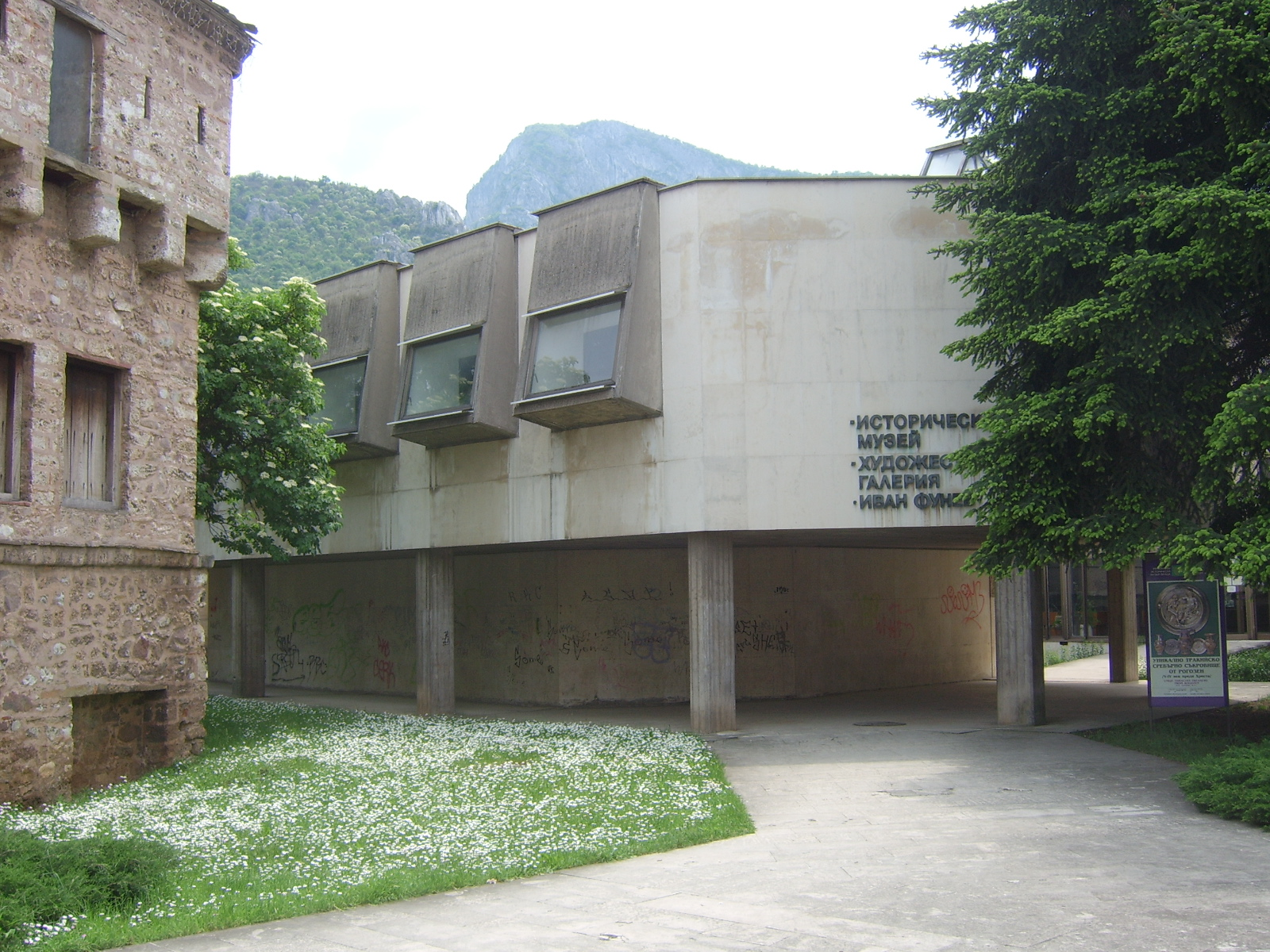
Історичний музей у Враці

У м. Враца є такі пам'ятки ста туристичних об'єктів Болгарії союзу: Регіональний історичний музей, печери Леденика і гора Околчиця на Врачанських висотах.

### Обласний історичний музей
Обласний історичний музей розташований в південній частині центральної площі «Христо Ботев». Нинішня будівля працює з 1980 року. Музей складається з 9 залів. Одним з найцікавіших експозицій є Рогозенський скарб.
У музеї знаходиться найдавніший людський скелет, знайдений в Болгарії. Передбачається, що йому близько 8000 років. Цікавими також є глиняна плитка і днища суден з піктограмами, які визначаються як «найстаріші у світі».

### Етнографічний комплекс «Св. Софроній Врачанський»

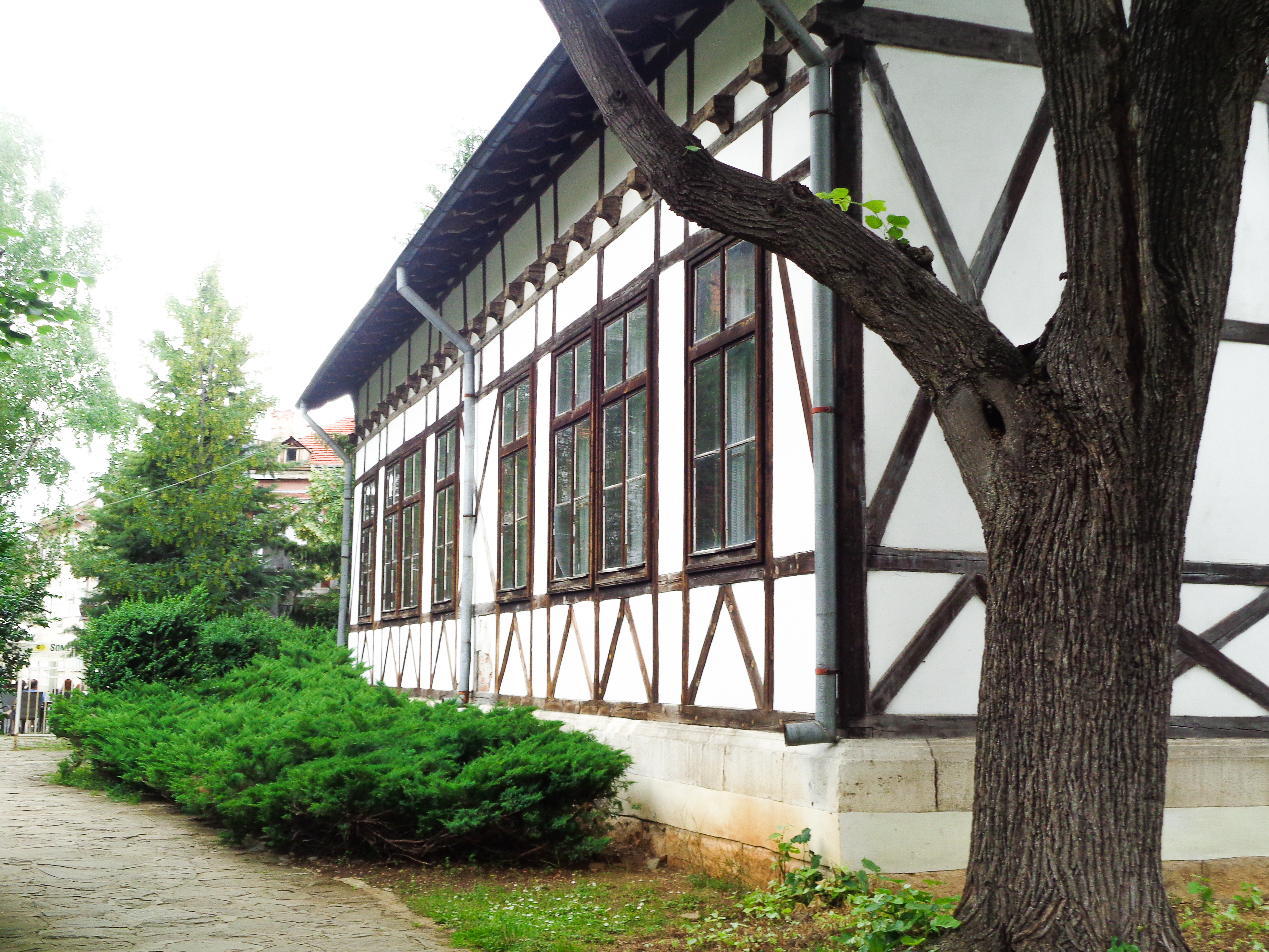
Етнографічний комплекс «Св. Софроній Врачанський»

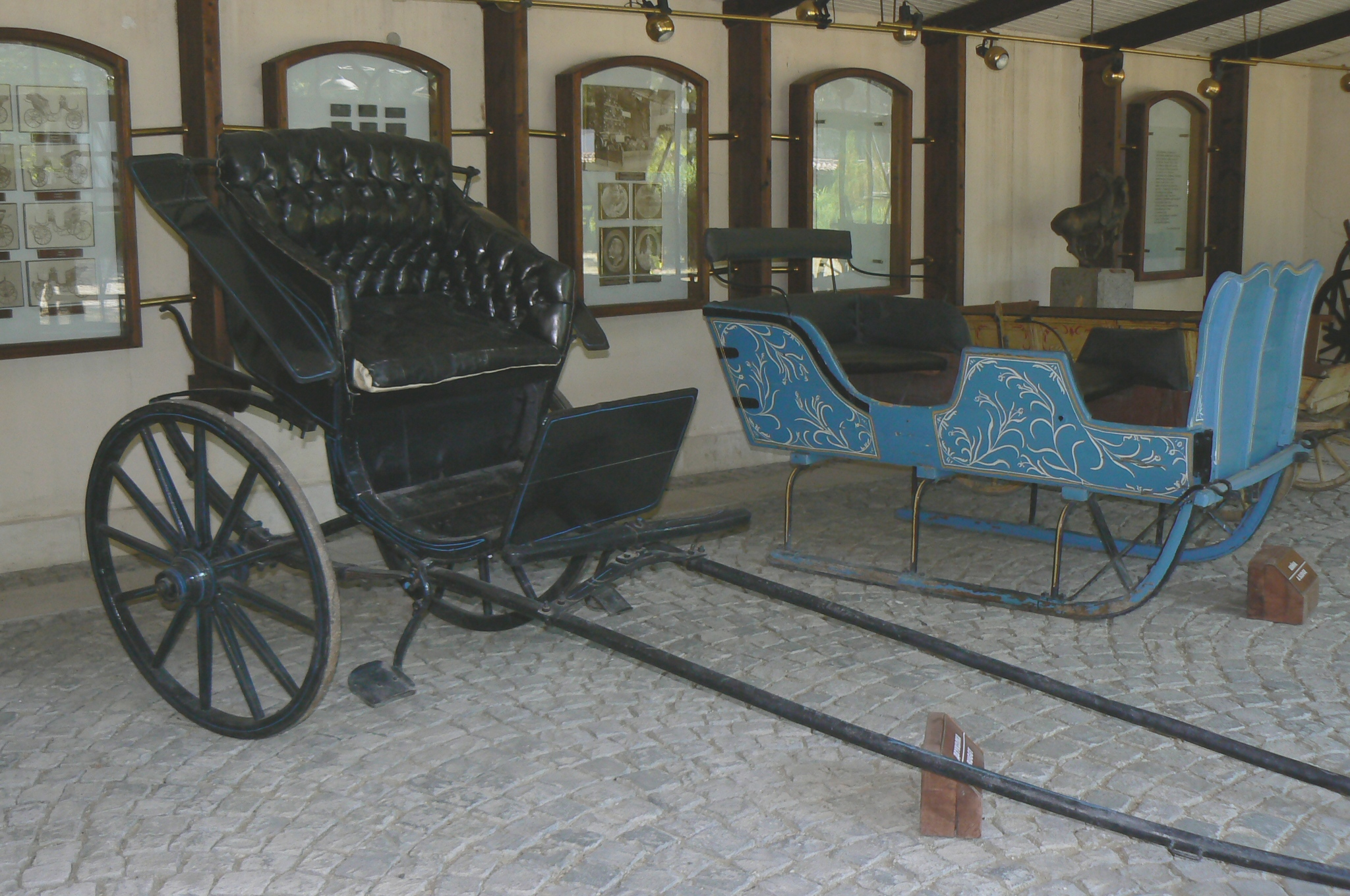
Музей фаетонів

Етнографічно-ренесансний комплекс «Св. Софроній Врачанський» при Обласному історичному музеї Враци — це архітектурно-етнографічна експозиція музею, створена в 1972—1987 роках. Вона включає три будинки епохи Відродження та Вознесенську школу поруч з Православною церквою Святого Софронія єпископа Врачанського і представляє традиційне життя, ремесла і культуру Врачанської області з кінця 19 століття до середини 20 століття.

### Комплекс «Веститель»

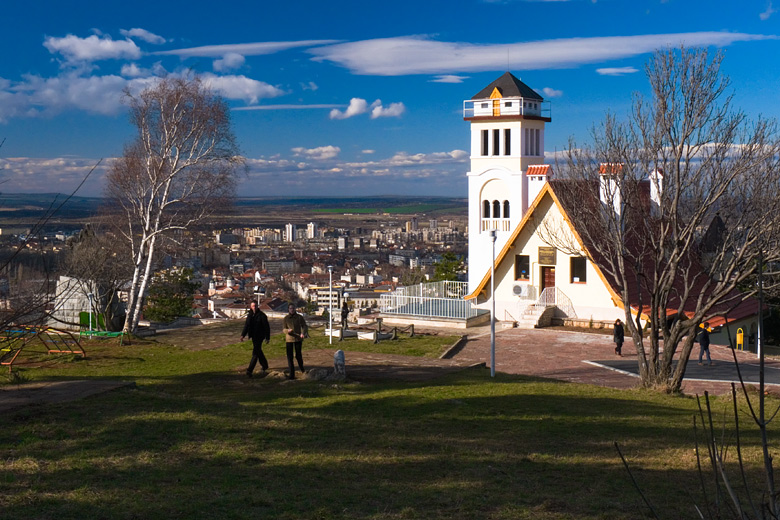
Комплекс Веститель

Комплекс розташований біля підніжжя гори Враца. До нього можна дістатися крутими кам'яними сходами, а також алеями, які йдуть від самого центру Враци. Найбільш цікавими місцями в цьому районі є Туристичний будинок, відомий також як Хата, а також пам'ятник Вестителя свободи.

### Башта Мешчиїте

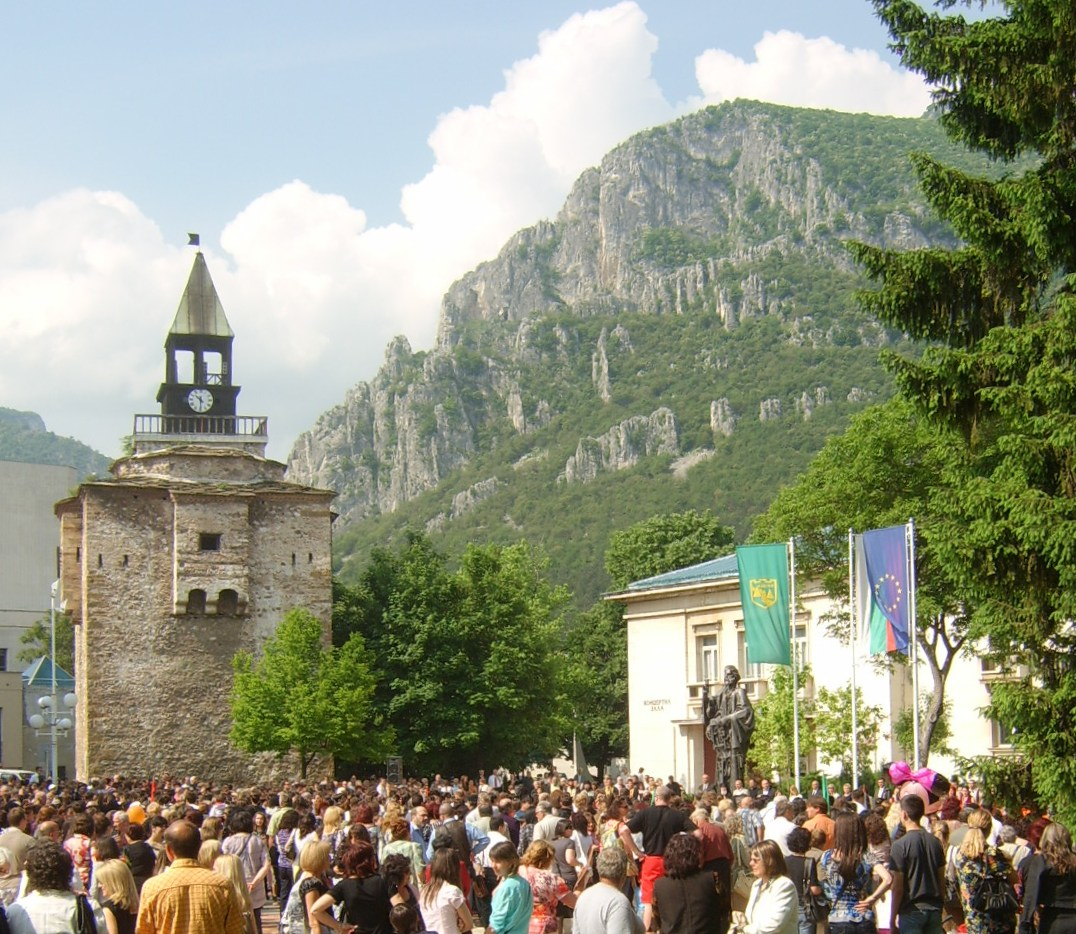
Вежа Мешчиїте

Вежа Мешчиїте — один із символів Враци. Це найбільша з двох збережених середньовічних веж у центрі міста. Розташована поруч з адміністративною будівлею муніципалітету Враца.

### Куртпашова башта

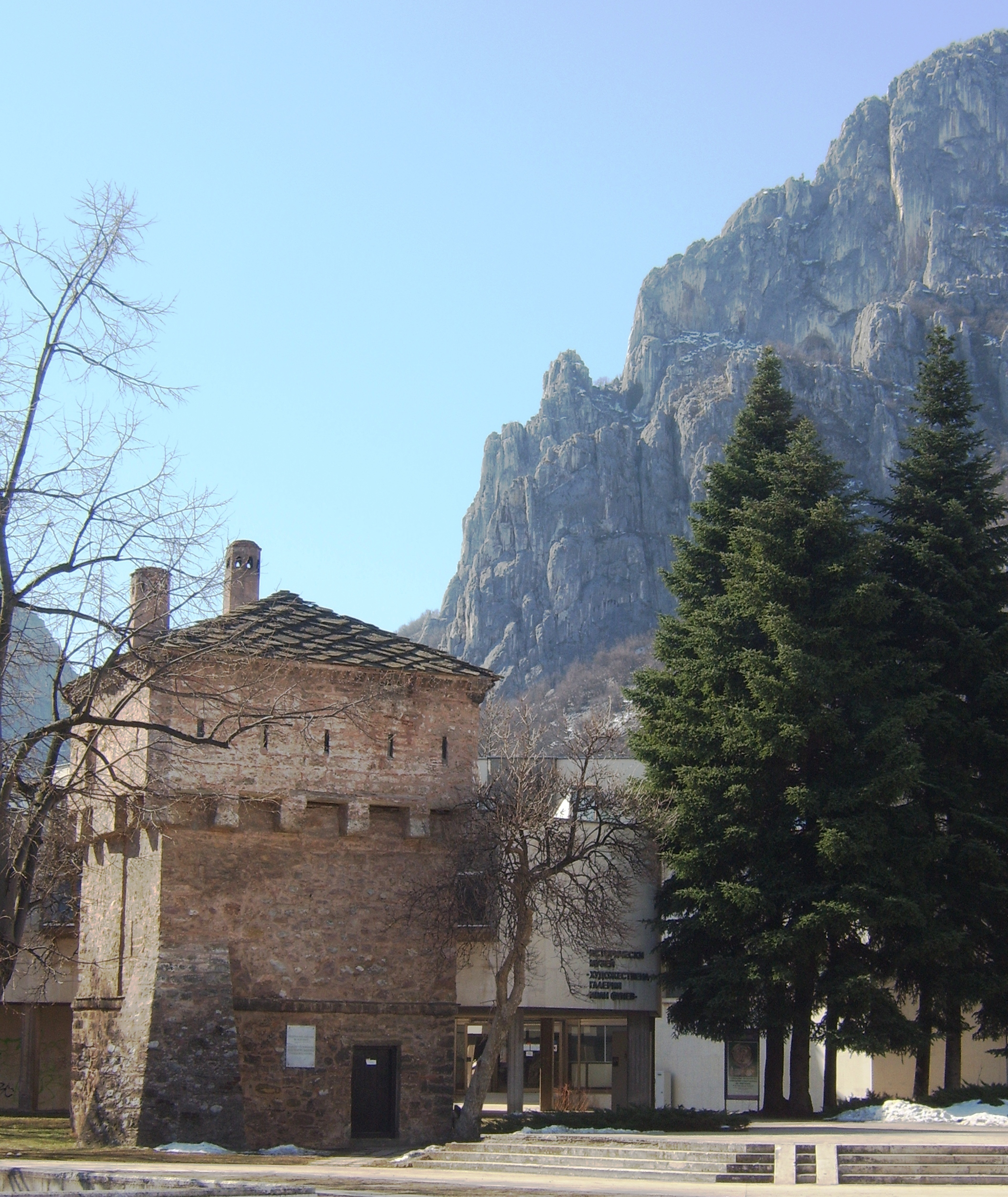
Башта в центрі Враца

Куртпашова вежа — це фортифікаційний середньовічний бастіон, подібний до веж донжону, який був використаний як укріплений будинок місцевим феодалом. Він датується XVII століттям, але його елементи та спосіб будівництва свідчать про спадкоємність від фортечного будівництва пізнього болгарського середньовіччя. Він складається з підземного, першого поверху і двох додаткових поверхів, які використовуються для проживання. Куртпашова вежа — одна з кількох подібних, що існувала в часи турецького часу у Враці.

## Природні пам'ятки

### Перевал Вратцата

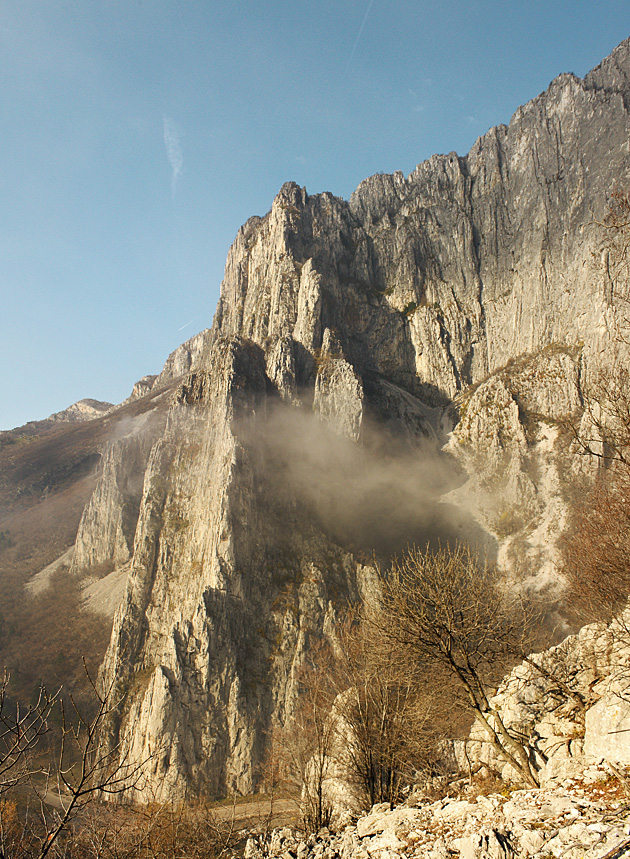
Перевал Вратцата

Перевал Вратцата — рай для альпіністів, скелелазів і туристів. Вертикальні скелі Вратцата є найвищими на Балканському півострові — понад 400 метрів. Через перевал проходить асфальтова дорога до печери Леденика, гірськолижного схилу Паршевиця та гірського села Згориград. Близько 70 альпійських маршрутів всіх категорій складності були розроблені на скелях.

### Печера Леденика

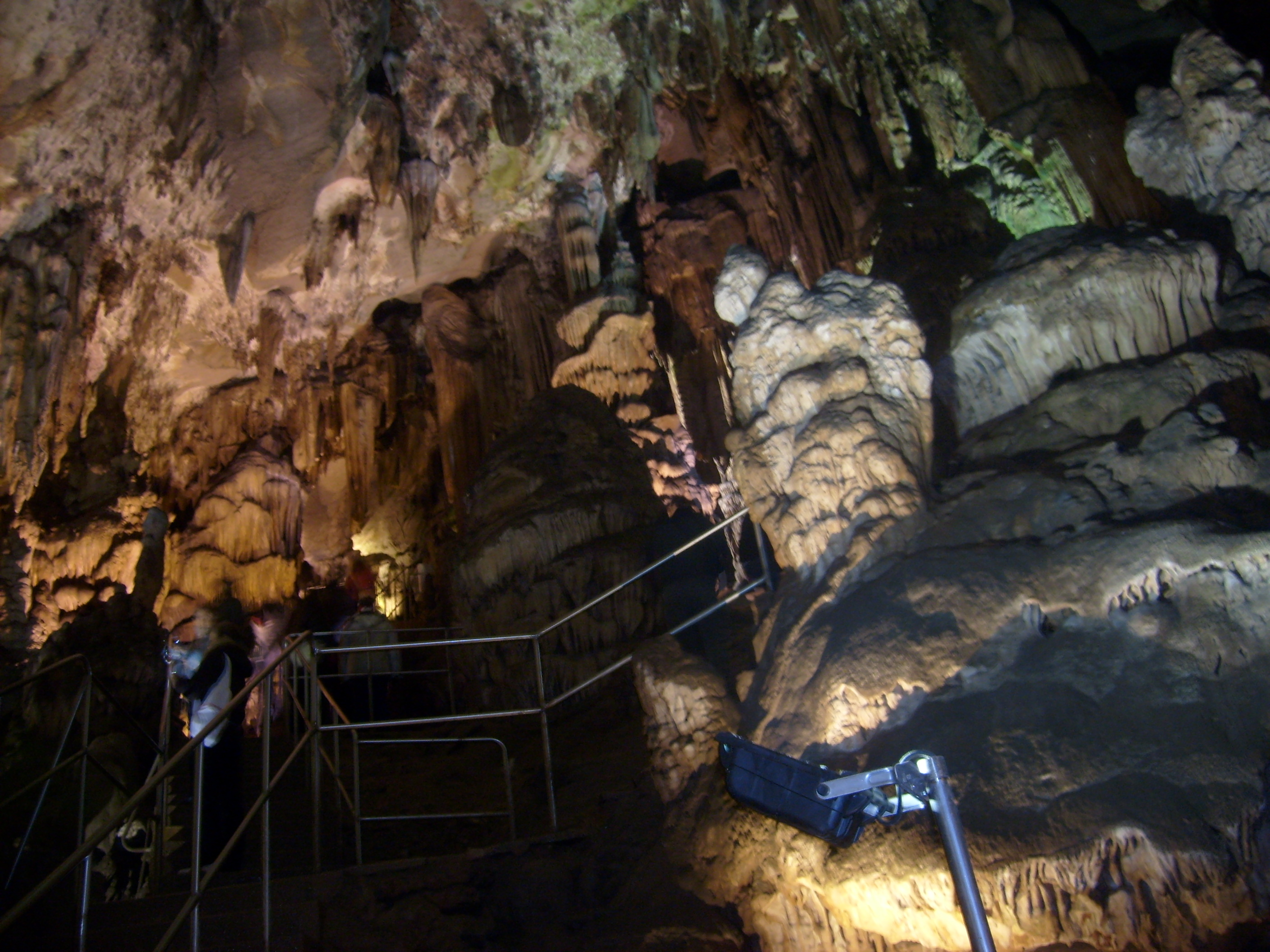
Печера Леденика

Печера Леденика — одна з найбільш відвідуваних печер Болгарії. Вона відкрита цілий рік. Вона розташована за 16 км від Враци. Через перевал Вратцата проходить асфальтова дорога, яка звивається по скелях і лісових масивах Врачанської гори і доходить до самого входу в печеру. Леденіка знаходиться на висоті 830 м над рівнем моря. Довжина 320 м і має 10 залів. Вона отримала свою назву від першої зали, яка взимку стає справжнім холодильником. Там температура падає до мінус 20 °С і утворилася велика колона льоду. Це унікальне явище, тому що в самій печері температура є постійною і становить близько 8 — 16 °C. Вологість повітря становить 92 %. Тут знаходиться найпривабливіша печера на Балканах — «Концертна зала». Це величезна, красива печера із неймовірною акустикою, тому оркестр Врачанської філармонії часто даж тут симфонічні концерти. Печера була відремонтована в останні роки, тому мости, сходи надзвичайно надійні. Прямо перед печерою є добре обладнані місця для пікніка.

### Водоспад Скакля

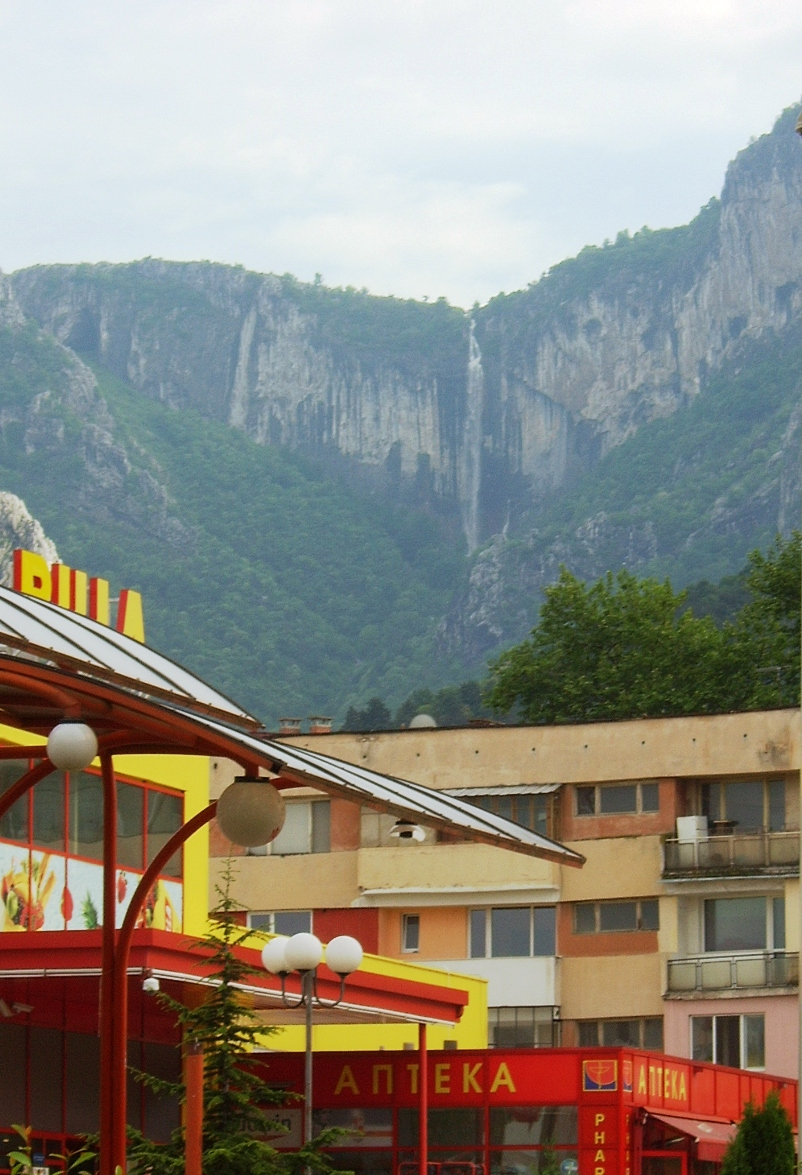
Вид з центру Враци на водоспад Скакля

Водоспад Скакля є найвищим водоспадом в Болгарії. Вода падає з 141 м заввишки. Водоспад вражає своєю величчю і красою. Унікальний вигляд полягає в тому, що він помітен навіть з самого центру Враца.

### Печера Понора
Печера Понора — водяна печера, розташована недалеко від села Чирен, в 15 км від міста Враца. Одна з найбільших водних печер Болгарії, з великими і просторими водними галереями, насичена вторинними печерними утвореннями. Печера довжиною 3 км і довжиною 497 м, у всіх галереях — річка Лиляшка, яка закінчується підводним сифоном, який доступний тільки для дайверів.

## Культура і розваги

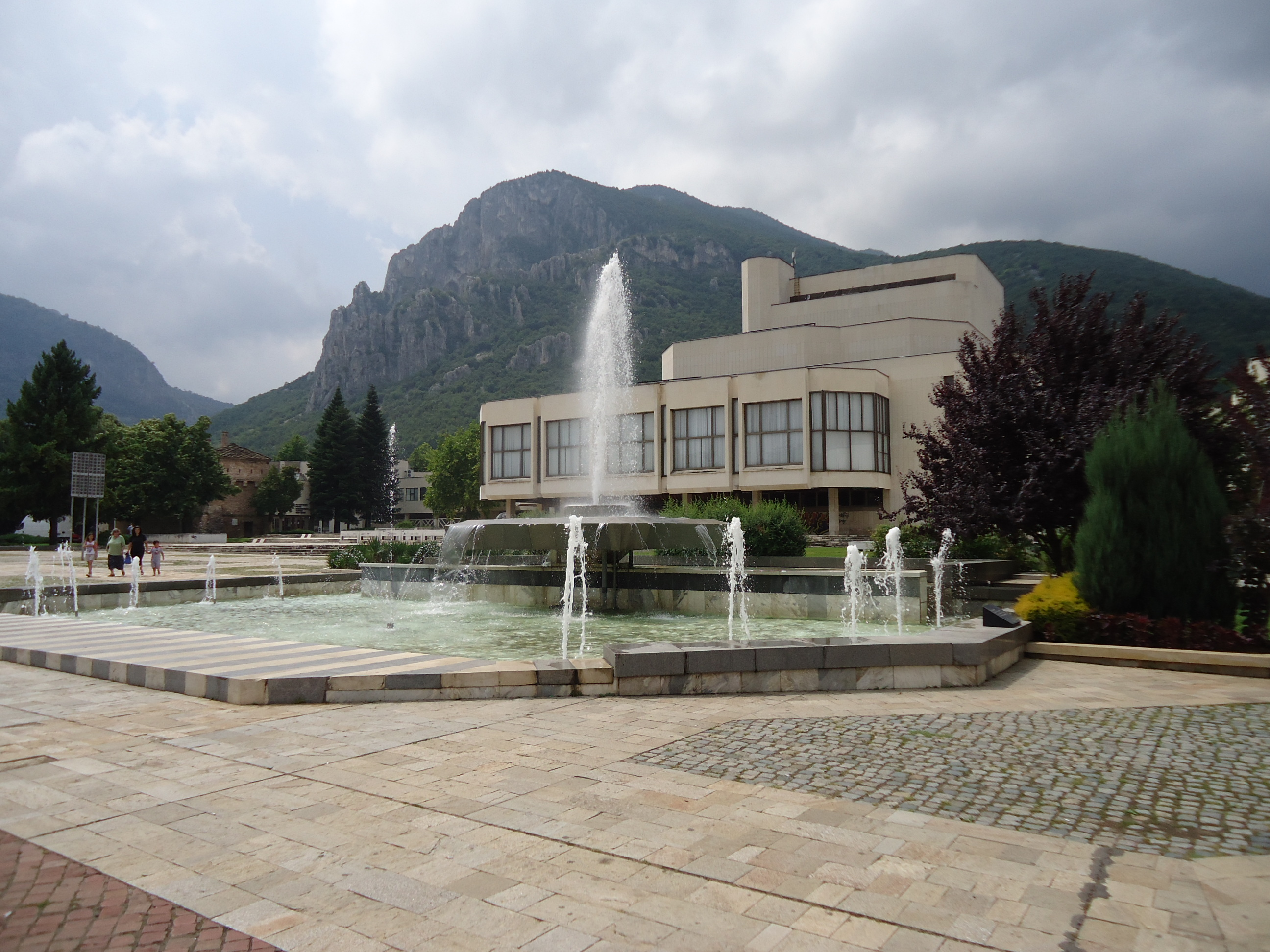
Палац культури — Враца

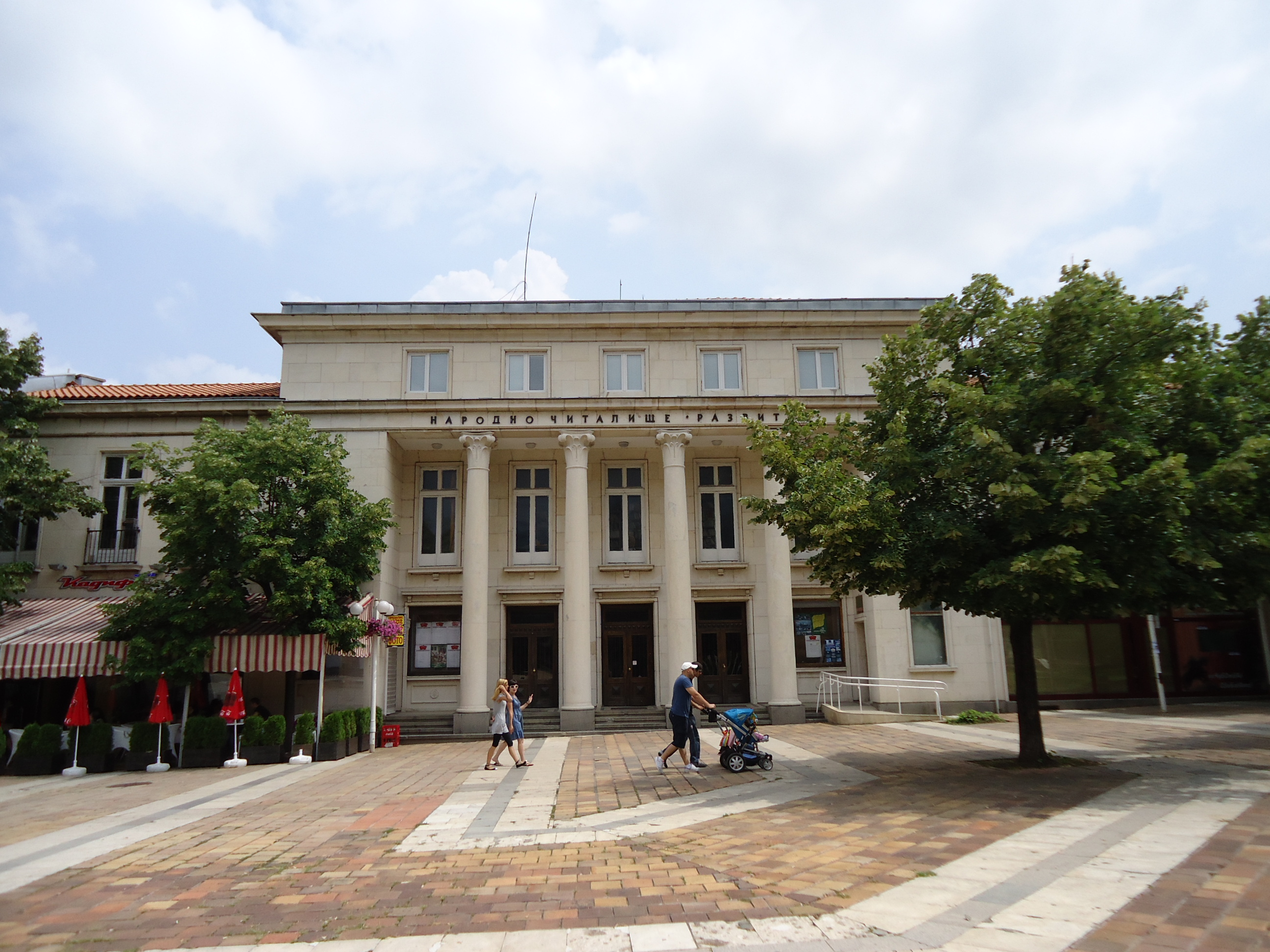
Громадський будинок «Розвиток»

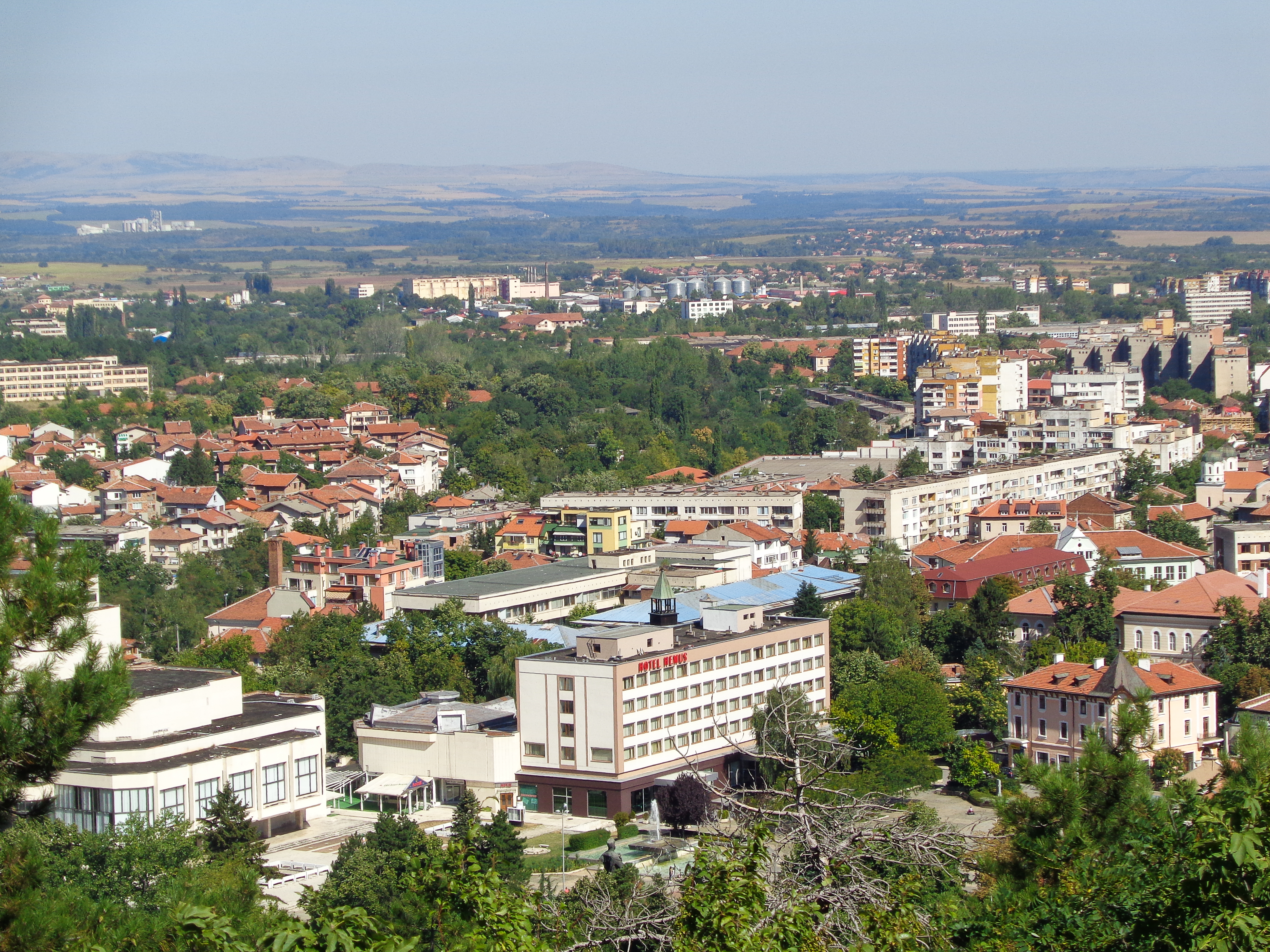
Вид на Врацу

### Драматично-ляльковий театр— Враца
Драматично-ляльковий театр Враца був заснований 27 серпня 1938 року під назвою Врачанський обласний театр. 9 жовтня театр відкрив свій перший сезон. У 1941 році театр перемістився під дах найсучаснішого для свого часу в Північно-Західній Болгарії громадської будівлі — архітектурно-культурного комплексу «Розвиток». У 1948 році театр був перейменований в Національний театр Враца, а в 1965 році почався сезон з іменем Врачанського драматичного театру. З червня 1978 року театр був переведений у нещодавно відкритий Палац культури, де він розташований нині. Він має велику залу на 748 місць, камерний зал на 100 місць, ляльковий зал на 80 місць і балетний зал на 70 місць. З 2000 року Драматичний театр і Державний театр ляльок об'єдналися в драматично-ляльковий театр у Враці. Трупа складається з 68 осіб, з яких 25 художніх творчих і 43 адміністративно-технічних.

### Будинок молоді— Враца
Молодіжний будинок у Враці — це перший молодіжний будинок у Болгарії. Він був відкритий восени 1968 року. Протягом багатьох років Молодіжний будинок став молодіжним простором, розробленим для розвитку та вираження творчих здібностей молоді. Серед його проектів — Міжнародний молодіжний театральний фестиваль «Час», національний щорічний конкурс-концерт поезії, тощо.

### Бібліотеки
- Обласна бібліотека «Христо Ботев», відкрита в 1954 році
- Громадський будинок «Розвиток» — Враца [Архівовано 24 лютого 2019 у Wayback Machine.] заснований в 1869 році і є найстарішим культурним інститутом міста. Бібліотека має 126 тисяч томів літератури. Нині у місті розвивається серйозна діяльність по поширенню інформації як у формі тренінгів, семінарів, щотижневих радіопередач, виступів у місцевому та національному телебаченні, так і безпосередньо серед 2300 читачів.

## Особи

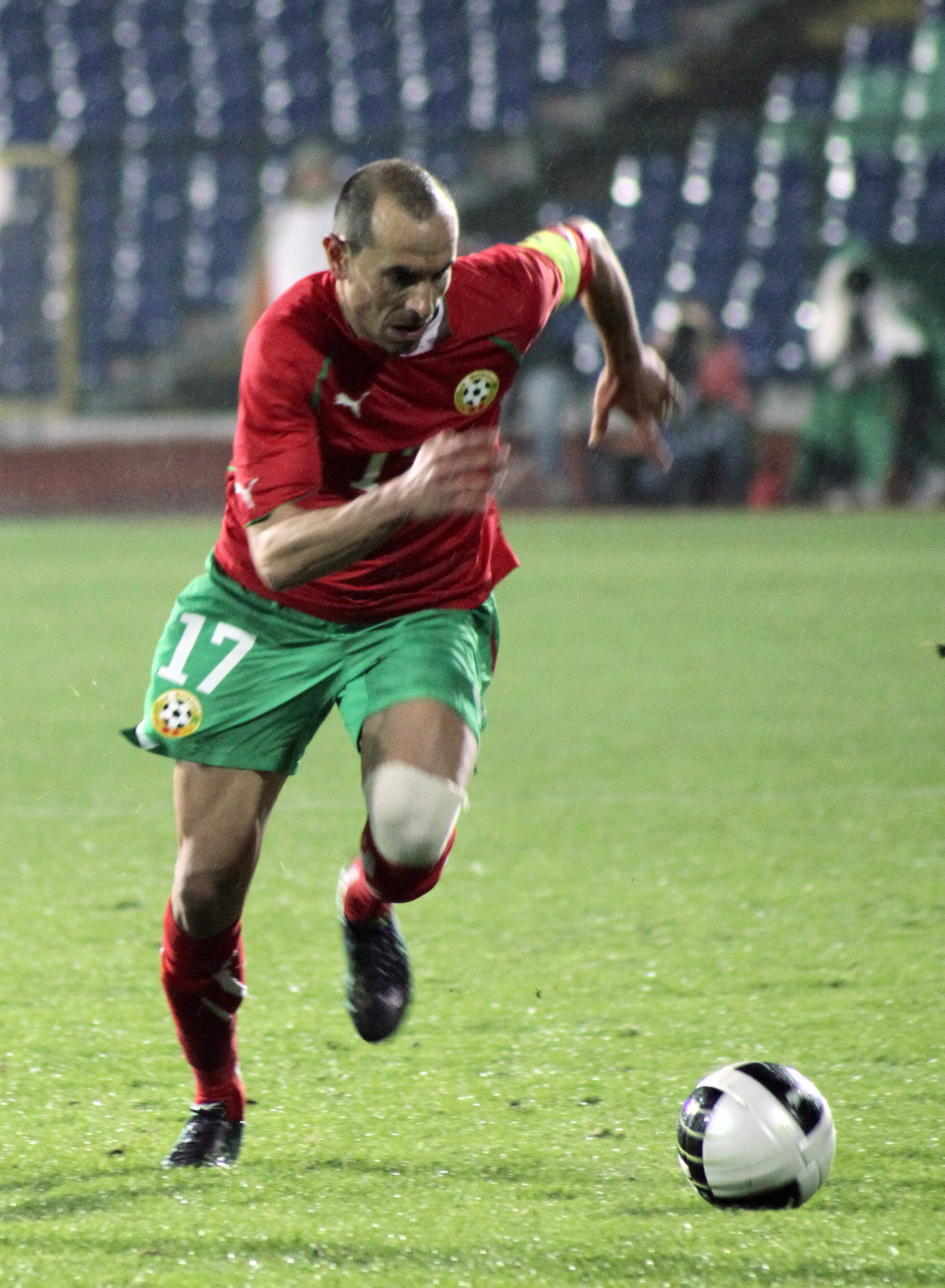
Мартин Петров народився 15 січня 1979 року у Враці

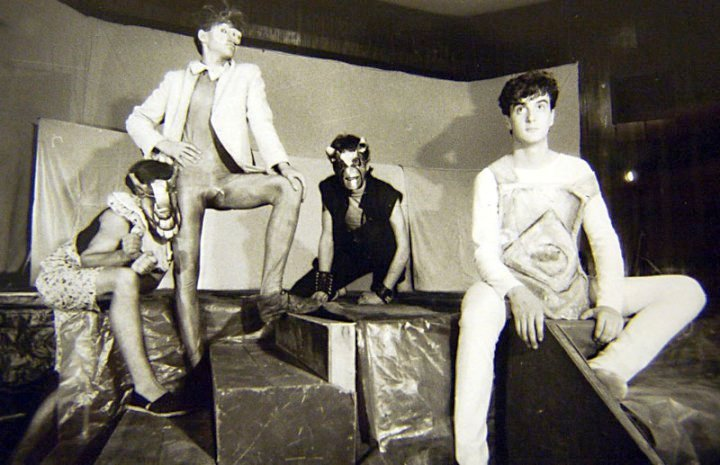
Перші кроки Краси Радкова в театрі. Етап театральної групи ТЕМП Враца — 1989

У Враці народилися осіби, які отримали національне визнання за свої досягнення. Найвідомішими серед них є:
- Олександр Ілієв (1879—1901), революційний діяч
- Олександр Банишки (1913—1993), архітектор
- Анастас Йованович (1817—1899), графік і фотограф
- Ангел Ангелов (1955 р.), Культуролог
- Ангел Кунов (1941), геолог, професор
- Андрій Ніколов (1878—1959), скульптор
- Борис Солтарян (нар. 1982), співак
- Василь Канчов (1862—1902), вчений і політик
- Георгі Матеєв (1977), музикант і ді-джей
- Георгій Тишков (1946—2008), скульптор
- Димитраки Хаджитошев (1780—1827)
- Іван Ценов (1883—1967), математик
- Івайло Младенов (с.1973), спортсмен
- Красимир Радков (1971), актор
- Людмил Младенов-Цвекето (1932—2008), художник і поет
- Пан Сенько (1905—1987), ілюзіоніст
- Міто Орозов (1859—1923), промисловець
- Мадлен Алгафарі (1967 року народження), психотерапевт
- Мартін Петров (1979), футболіст
- Нарцис Торбов (1963 р.), вчений і археолог
- Пенчо Георгієв (1900—1940), художник
- Радосвета Бояджиева (1923), диригент
- Сидонія Атанасова (1909—1994), художник
- Тодор Рачинський (1929—1980), вчений
- Нікола Наков (1892—1945), болгарський військовий
- Тодор Харманджієв (1905—1993), письменник
- Цветан Ангелов (1922—1982), дитячий письменник
- Цветан Йончев (1956 р.), Футболіст
- Цвятко Бобошевський (1884—1952), видатний державний діяч
- Чавдар Атанасов (1973), футболіст
- Поп Тодор Врачанський, болгарський книжник 18-го століття.
- Антоніна Ілієва (* 1980), болгарська поп-фолк співачка.